# Galleria di palazzo Cini
La Galleria di Palazzo Cini è un museo privato di Venezia, con sede nel palazzo omonimo. Il museo si configura come casa-museo, al cui interno è conservata parte della collezione d'arte formata dell'imprenditore e mecenate ferrarese Vittorio Cini.

## La Collezione Vittorio Cini
La storia della Galleria di Palazzo Cini è legata alle vicende collezionistiche di Vittorio Cini. Nel corso della sua attività di collezionista d'arte, Cini si avvalse dell'aiuto di importanti conoscitori e storici dell'arte, come Bernard Berenson, Nino Barbantini, Tammaro de Marinis e Federico Zeri, andando a creare quella che all'epoca venne considerata la collezione privata più importante del panorama italiano. 
Questa infatti oltre a dipinti e sculture comprendeva libri antichi, gioielli, armi antiche, mobili e un'immensa varietà di oggetti di arte decorative. tale vastissima raccolta era divisa tra Palazzo Cini di Venezia, acquistato tra il 1919 e il 1920 e residenza della famiglia, e il castello di Monselice, di proprietà di Vittorio Cini per via ereditaria.
Negli ultimi anni della sua vita, Vittorio Cini tentò di mettere questa collezione a disposizione del pubblico, spingendo per l'apertura di un museo a Palazzo Grassi in cui venissero esposte le opere più significative della raccolta. Questo progetto si concluse con un nulla di fatto a causa della morte dell'imprenditore nel 1977 e la conseguente dispersione della collezione tra gli eredi.

## La nascita del museo
Nel 1981 una delle figlie di Vittorio, Yana Cini Alliata di Montereale, decide di donare parte della collezione paterna alla Fondazione Giorgio Cini, ente fondato sull’Isola di San Giorgio Maggiore dal conte Cini in memoria del figlio Giorgio, con il vincolo di esporla al pubblico nelle sale del palazzo nel centro storico di Venezia. Il museo verrà aperto ufficialmente il 21 settembre 1984, e l'anno successivo sarà ampliato grazie a un’ulteriore donazione di Yana Cini, che cederà alla Fondazione altre opere e i due piani attuali dove oggi si sviluppa la Galleria.
La collezione della Galleria si andrà poi ad ampliare nel 1989 quando Ylda Cini Guglielmi di Vulci, sorella gemella di Yana, diede in comodato alla Fondazione Giorgio Cini un nucleo di 14 tavole di scuola ferrarese, parte della collezione paterna da lei ereditata.

## La Galleria
Le opere esposte nella Galleria di Palazzo Cini, provenienti dalla Collezione Vittorio Cini, vanno dal XIII al XVIII secolo, con grande attenzione alla pittura toscana e alla pittura rinascimentale ferrarese.
Il museo di sviluppa su due piani e l'allestimento delle sale museali del 1984 è stato realizzato rispettando il contesto del palazzo, lasciando quindi inalterate le sale create "in stile" secondo il gusto novecentesco e mantenendo inalterato il rapporto diretto tra opera e contenitore.
Oltre a dipinti e sculture, la Galleria espone al suo interno anche un importante nucleo di rami smaltati di epoca rinascimentale, arredi e opere in avorio. Nella Sala da pranzo ovale, realizzata da Tommaso Buzzi negli anni '50, è esposta una collezione composta da circa 275 pezzi di porcellane veneziane realizzate nel XVIII secolo dalla manifattura Cozzi.

## Opere principali
Maestro del Bigallo
- Madonna con il Bambino in trono 1240-1250

Maestro di Santa Maria Primerana
- Christus Triumphans-Christus Patiens,1250-1260 circa

Maestro di Badia a Isola
- Madonna con il Bambino e quattro angeli, 1315 circa

Niccolò di Segna
- Madonna con il Bambino, 1335 circa

Maestro del Trittico Horne
- Madonna con il Bambino in trono, 1310-1315 circa

Maestro del Polittico della Cappella Medici
- Madonna con il Bambino in trono tra i santi Pietro e Paolo, Maddalena, san Giovanni Battista e i Dolenti, 1315-1320 circa

Taddeo Gaddi
- Due santi apostoli, 1320
- San Giovanni Evangelista beve dalla coppa avvelenata, 1353 circa
- Ascensione di san Giovanni, 1353 circa

Bernardo Daddi
- Crocifissione e Cristo benedicente, 1340 circa

Maestro del Polittico di San Paolo Cini
- Polittico di san Paolo, seconda metà del XIV secolo

Francesco di Neri da Volterra
- San Giovanni Evangelista, 1355-1360

Maestro della Croce di Trevi
- Dittico con le Storie della Passione di Cristo, 1330-1335 circa

Maestro del Crocifisso d'Argento
- I santi Pietro martire, Andrea, Mattia, Giovanni Evangelista, Pietro e un santo vescovo, 1330-1340 circa

Guariento di Arpo
- Ascensione di Cristo, 1330 circa

Lorenzo di Niccolò
- Polittico, 1404

Bartolomeo di Fruosino
- Cristo crocifisso, 1410-1415

Sassetta
- San Matteo, 1437-1444
- Madonna dell'Umiltà 1430 circa

Sano di Pietro
- Redentore con la tunica rosa (Redentore Cini), 1442-1443

Pietro di Giovanni d'Ambrosio
- Cristo crocifisso, 1444-1445 circa

Vecchietta
- San Pietro martire, 1460-1475 circa

Matteo di Giovanni
- Madonna con il Bambino e i santi Miniato e Girlolamo, 1470-1485 circa

Filippo Lippi
- Sacra conversazione con donatore, 1432 circa

Beato Angelico
- San Tommaso d'Aquino, 1438-1440

Luca Signorelli
- Madonna col Bambino, 1470-1475 circa

Michele Ciampanti
- Adorazione dei pastori, 1475 circa

Sandro Botticelli
- Il giudizio di Paride, 1485 circa

Domenico Ghirlandaio e Sebastiano Mainardi
- Madonna che adora il Bambino e due angeli, 1490-1495 circa

Piero di Cosimo
- Madonna con il Bambino e due angeli, 1505-1510 circa
- Sacra Famiglia con san Giovannino, 1515-1520 circa

Pontormo
- Doppio ritratto (Ritratto di due amici), 1523-1524 circa

Michele Pannonio
- Madonna col Bambino e i santi NIcola, Girolamo, Agostino e Cristoforo, 1445-1450 circa

Cosmè Tura
- San Giorgio, 1475-480 circa

Marco Zoppo
- San Giovanni Battista nel deserto, 1475 circa

Ercole de' Roberti
- San Giorgio, 1470-1473
- San Girolamo, 1470-1473
- Santa Caterina d'Alessandria, 1470-1473

Baldassarre d'Este
- Ritratto di Tito Vespasiano Strozzi, 1499

Giovanni Battista Cavalletto
- Madonna con il Bambino, 1490 circa

Lorenzo Costa
- Madonna con il Bambino, 1505 circa

Ludovico Mazzolino
- Pietà, 1510-1515
- Circoncisione, 1522 circa
- Presentazione di Gesù al Tempio, 1524-1526 circa

Dosso Dossi
- La zuffa, 1521-1522 circa

Battista Dossi
- Riposo durante la fuga in Egitto con san Giovannino, 1540 circa

Ortolano (pittore)
- San Giovanni Evangelista a Pathmos, XVII secolo

Francesco Prata da Caravaggio
- Ritratto di gentiluomo, 1520 circa

Lorenzo Tiepolo (pittore)
- Testa di orientale con la barba scura, 1753-1755

Giandomenico Tiepolo
- Testa di orientale con la barba grigia, 1753-1755

## Galleria delle opere

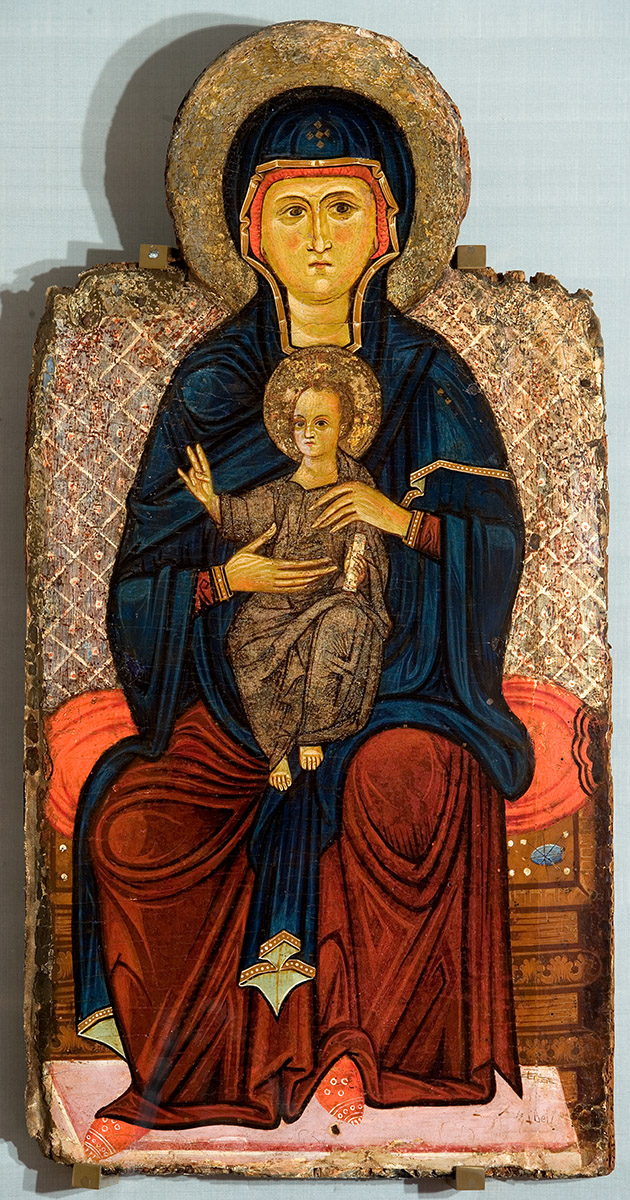
Maestro del Bigallo, Madonna col Bambino in trono, 1240-1250 circa
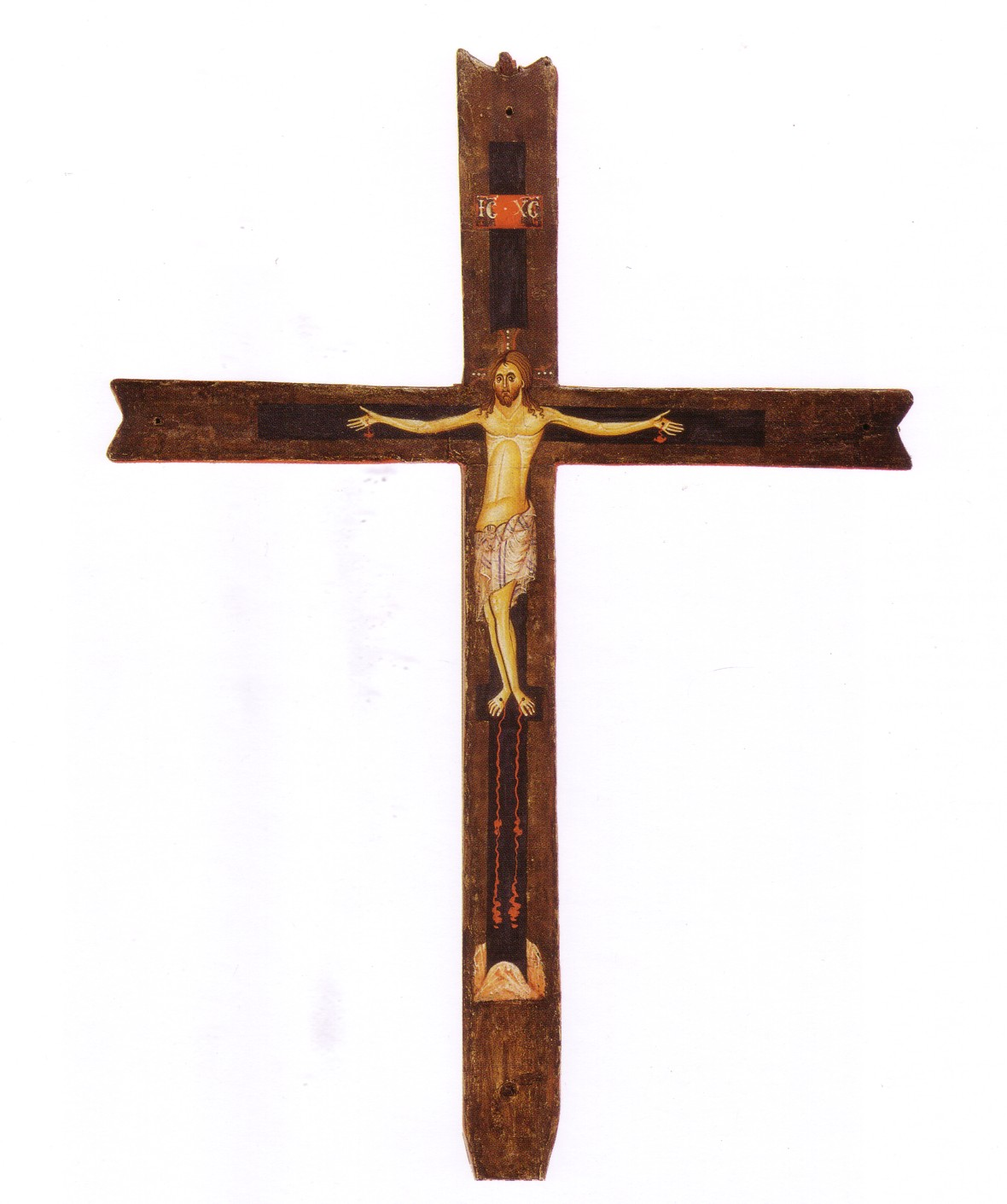
Maestro di Santa Maria Primerana, Christus Triumphans (fronte), 1250-1260 circa
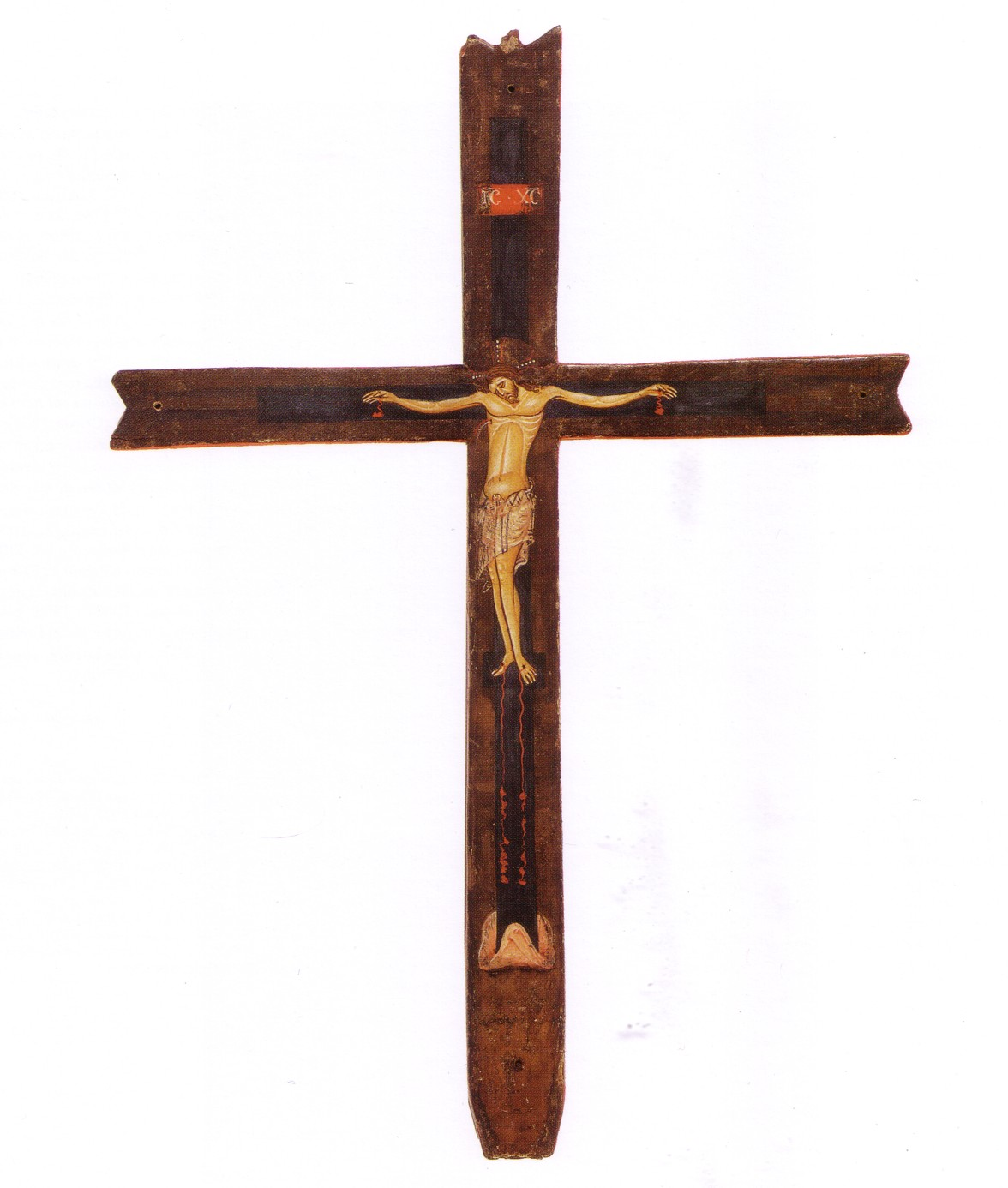
Maestro di Santa Maria Primerana, Christus Patients (fronte), 1250-1260 circa
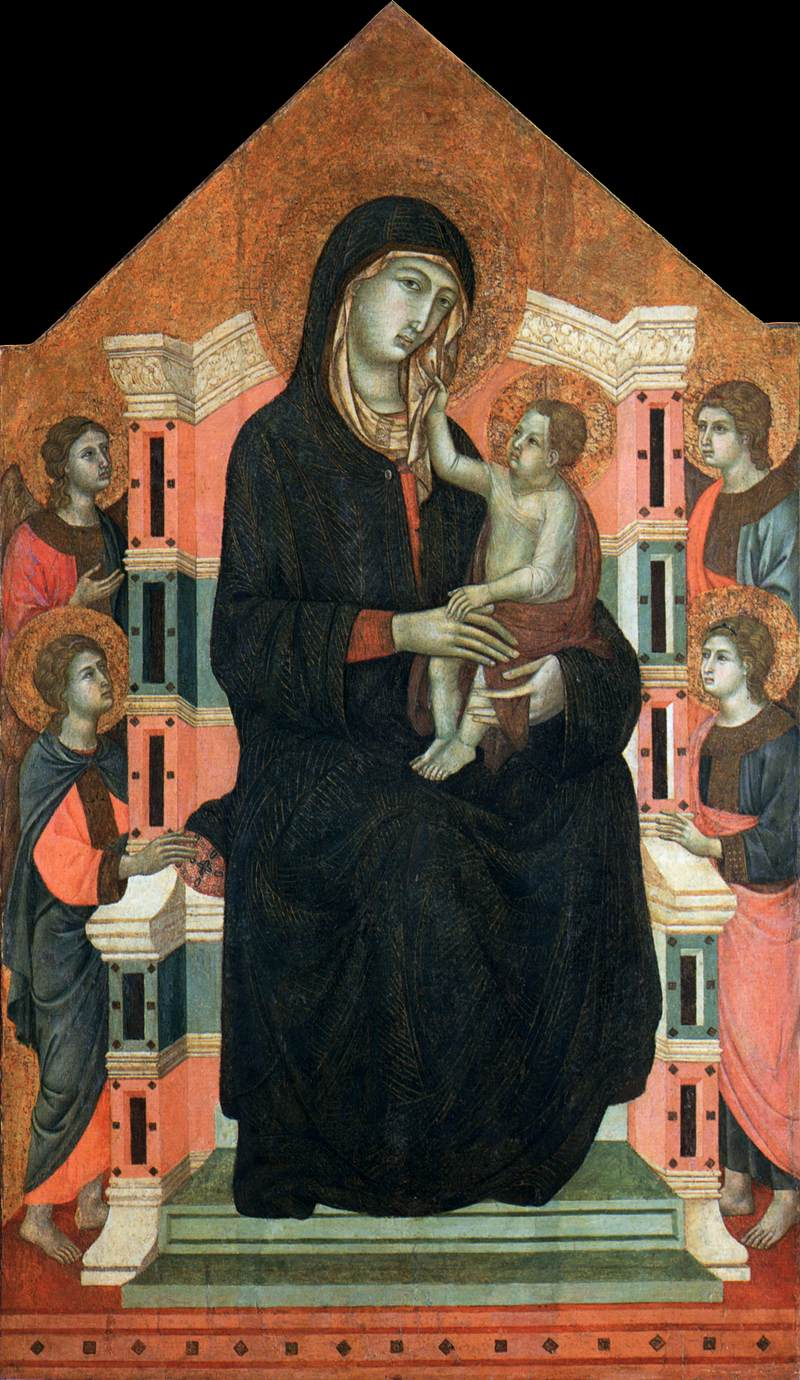
Maestro di Badia a Isola, Madonna con il Bambino e quattro angeli, 1315 circa
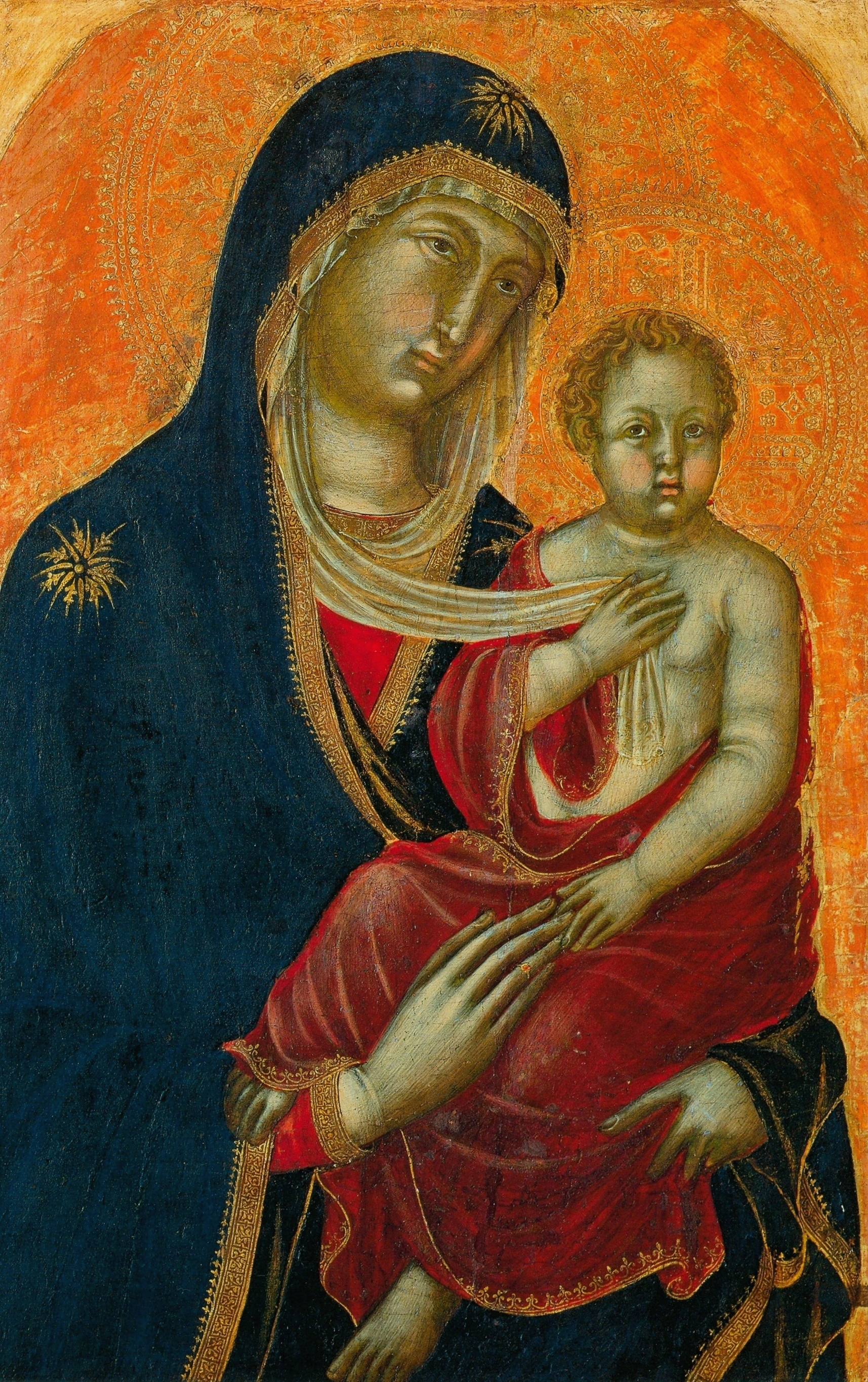
Niccolò di Segna, Madonna con il Bambino, 1335 circa
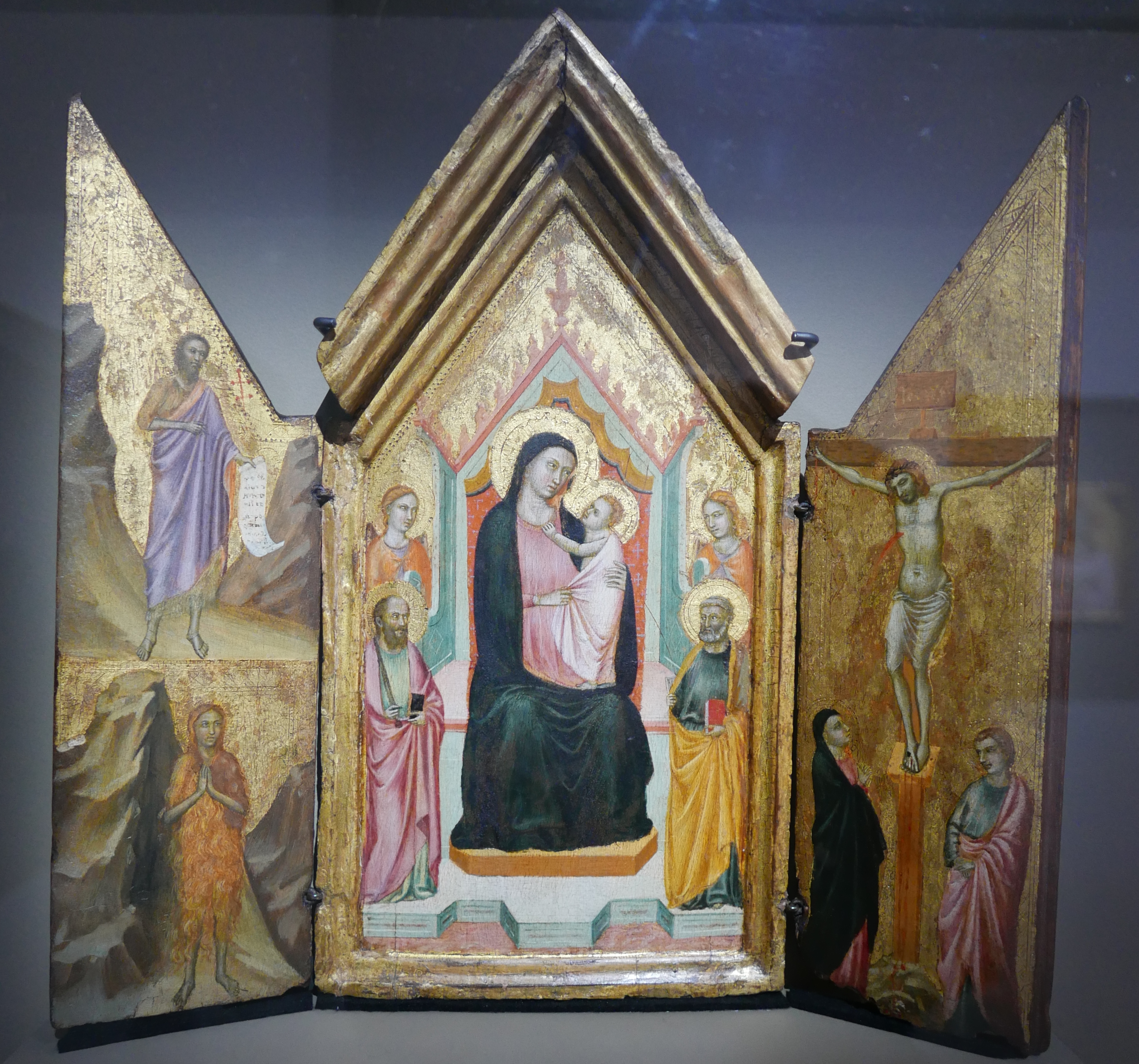
Maestro del Polittico della Cappella Medici, Madonna con il Bambino in trono tra i santi Pietro e Paolo, Maddalena, san Giovanni Battista e i Dolenti, 1315-1320 circa
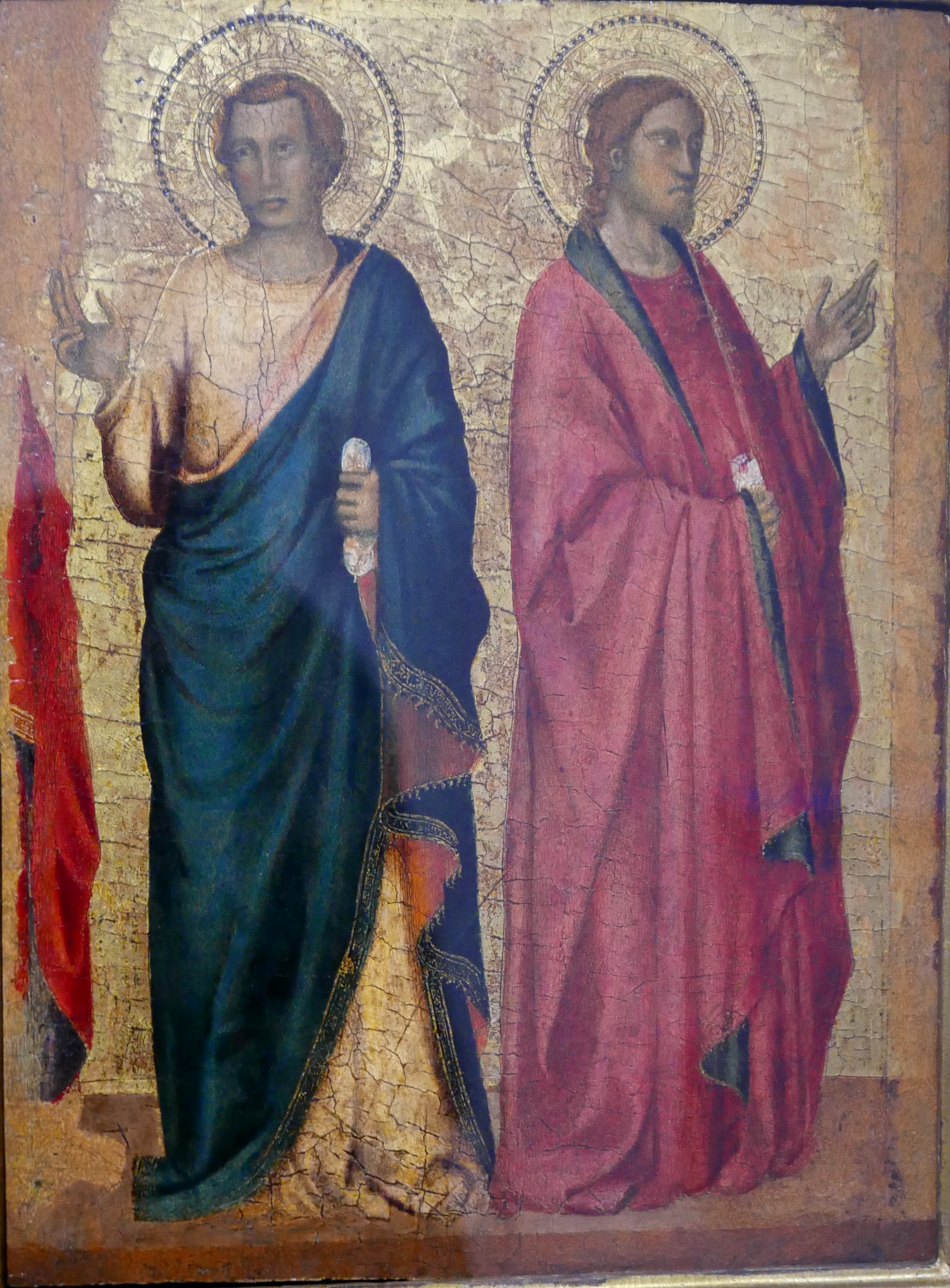
Taddeo Gaddi, Due santi apostoli, 1320 circa
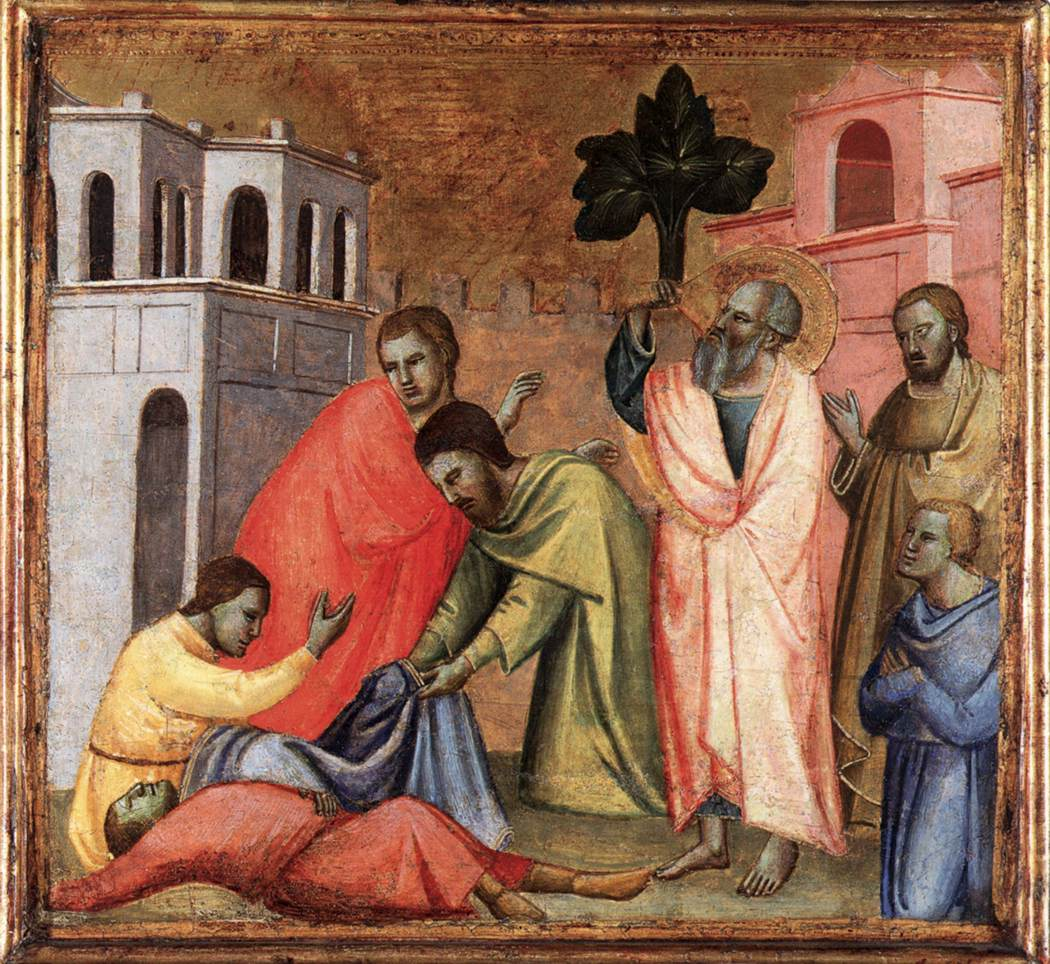
Taddeo Gaddi, San Giovanni Evangelista beve dalla coppa avvelenata, 1353 circa
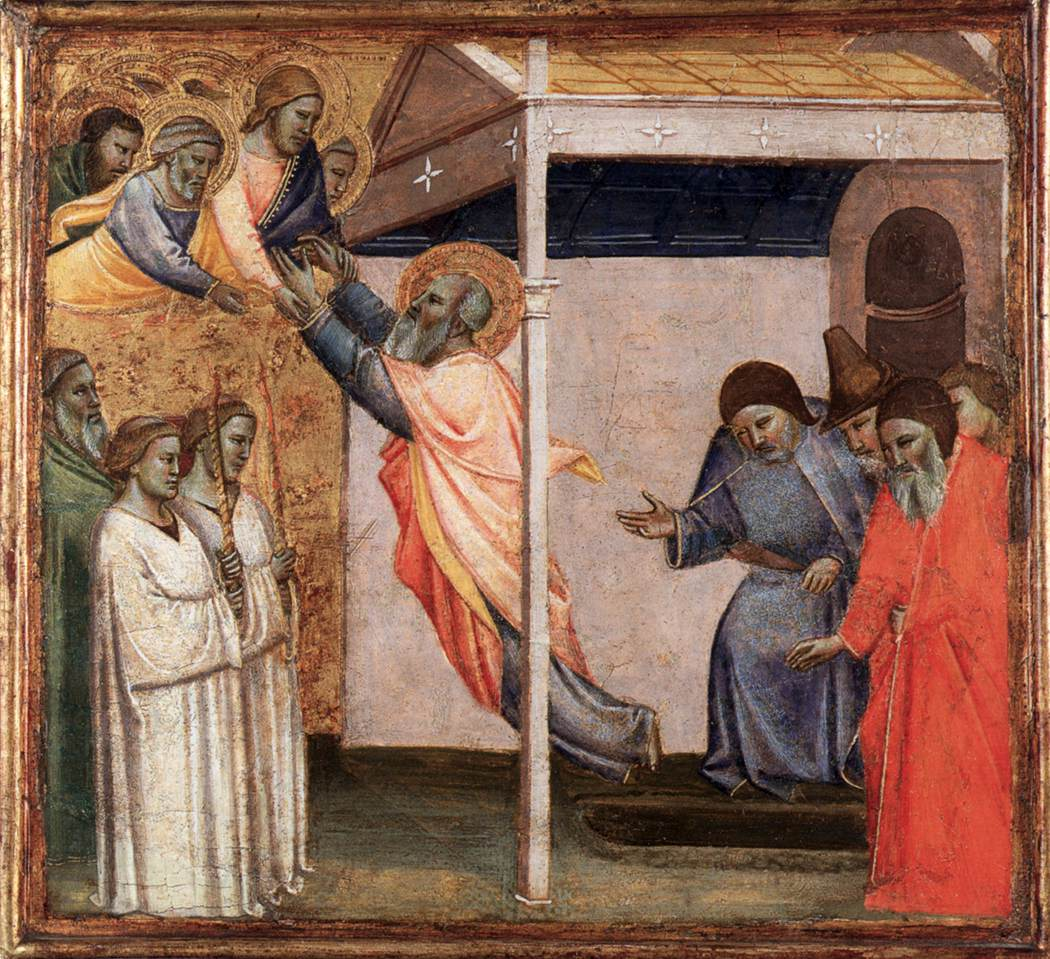
Taddeo Gaddi, Assunzione di san Giovanni, 1353 circa
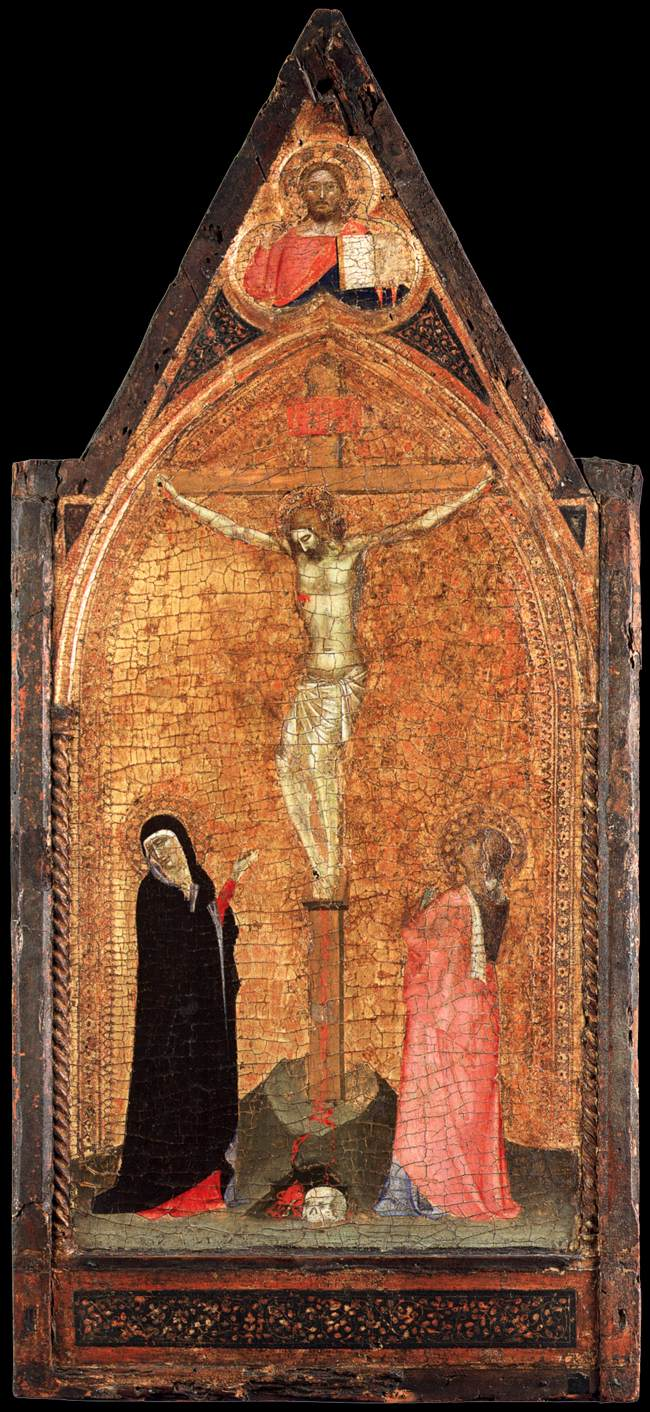
Bernardo Daddi e bottega, Crocifissione e Cristo benedicente, 1340 circa
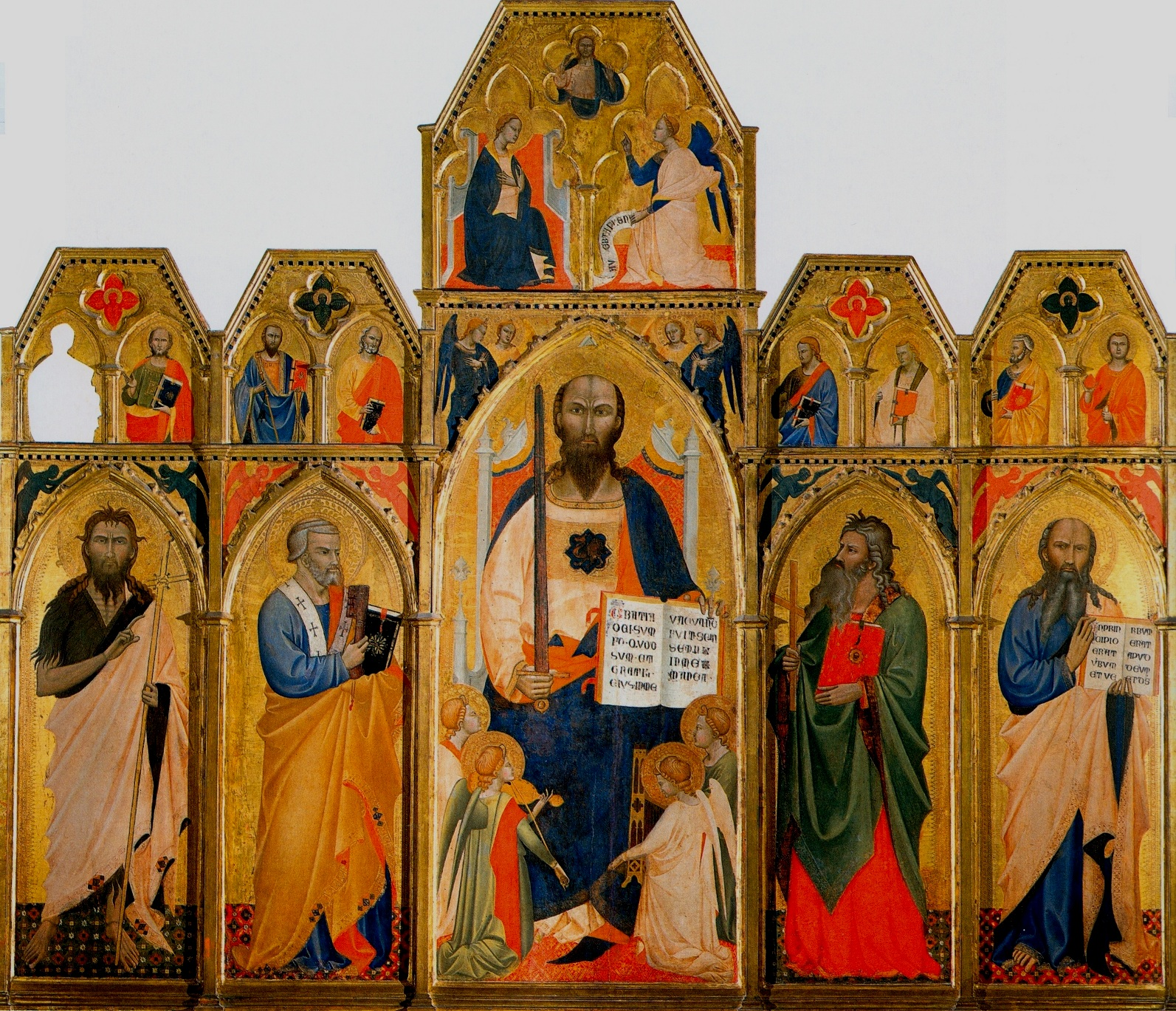
Maestro del Polittico di San Paolo Cini, Polittico di San Paolo (Polittico di San Paolo Cini), seconda metà del XIV secolo
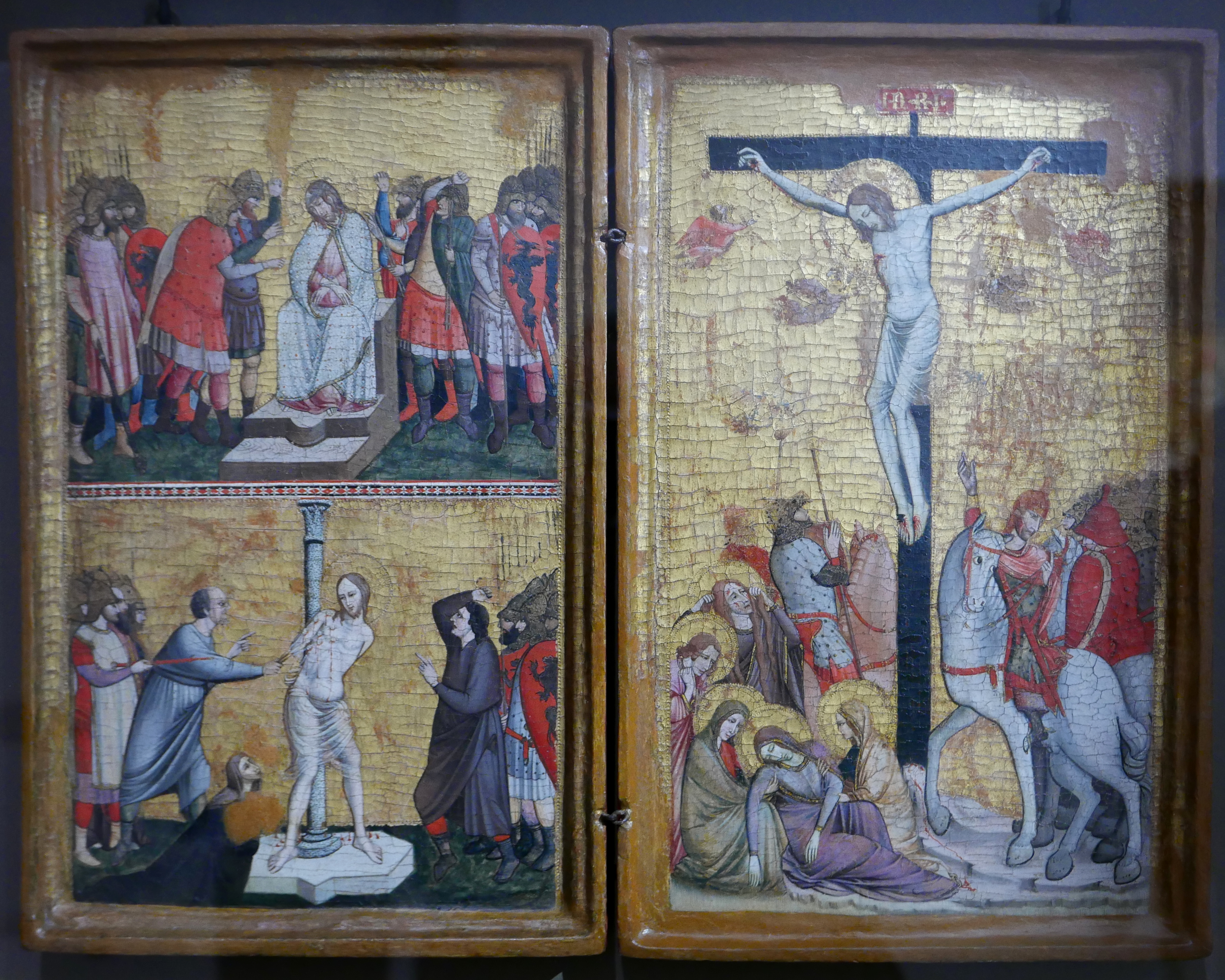
Maestro della Croce di Trevi, Dittico con le Storie della Passione di Cristo, 1330-1335 circa
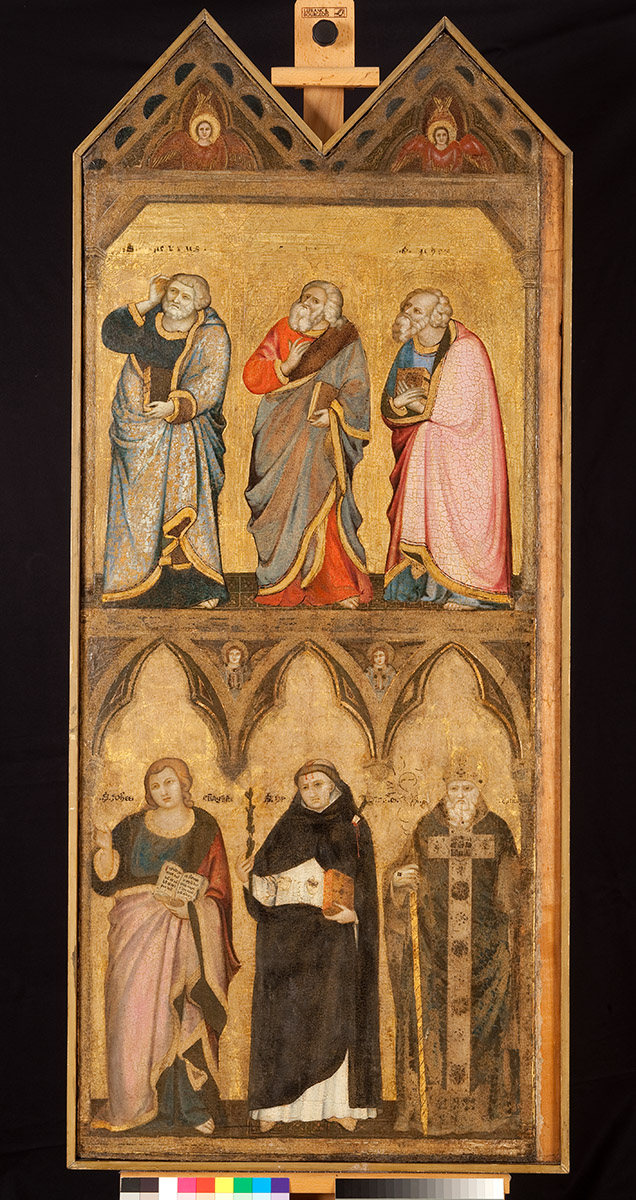
Maestro del Crocifisso d'argento,I santi Pietro Martire, Andrea, Mattia, Giovanni Evangelista, Pietro e un santo vescovo, 1330-1340 circa
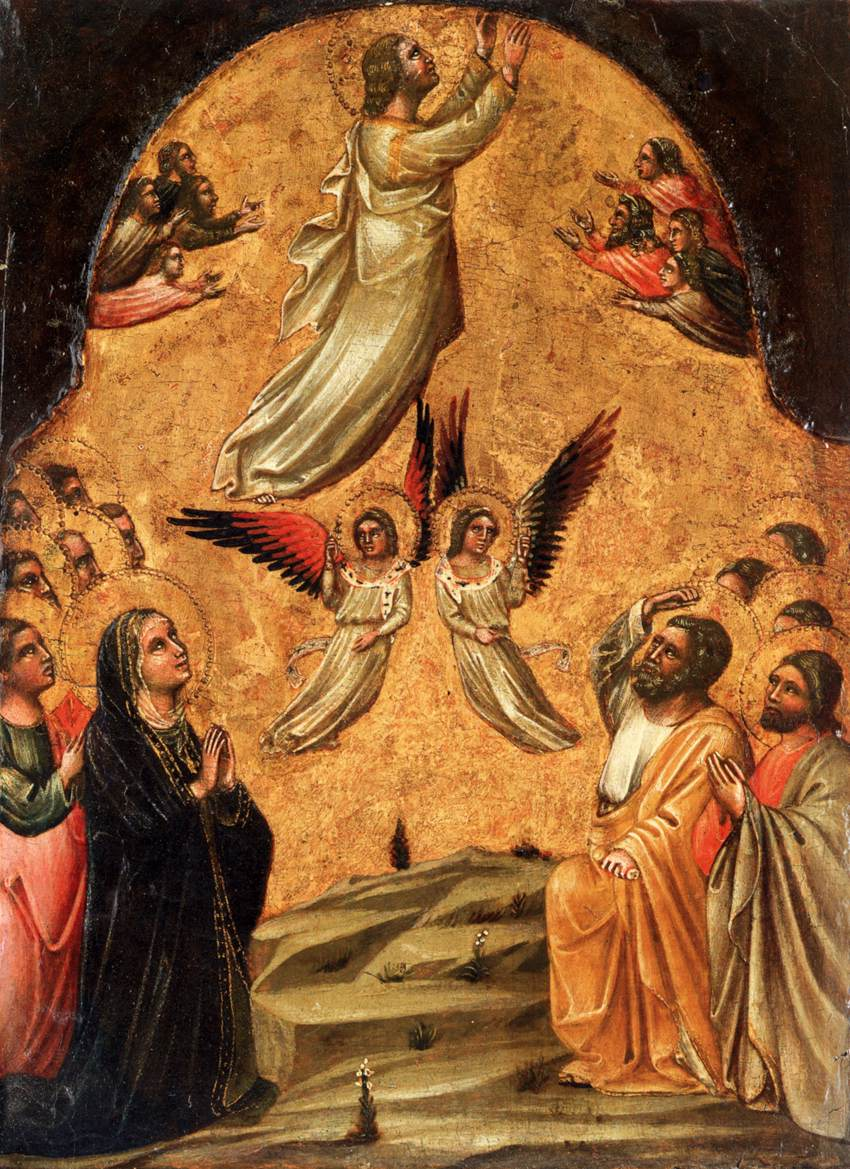
Guariento di Arpo, Ascensione di Cristo, 1330 circa
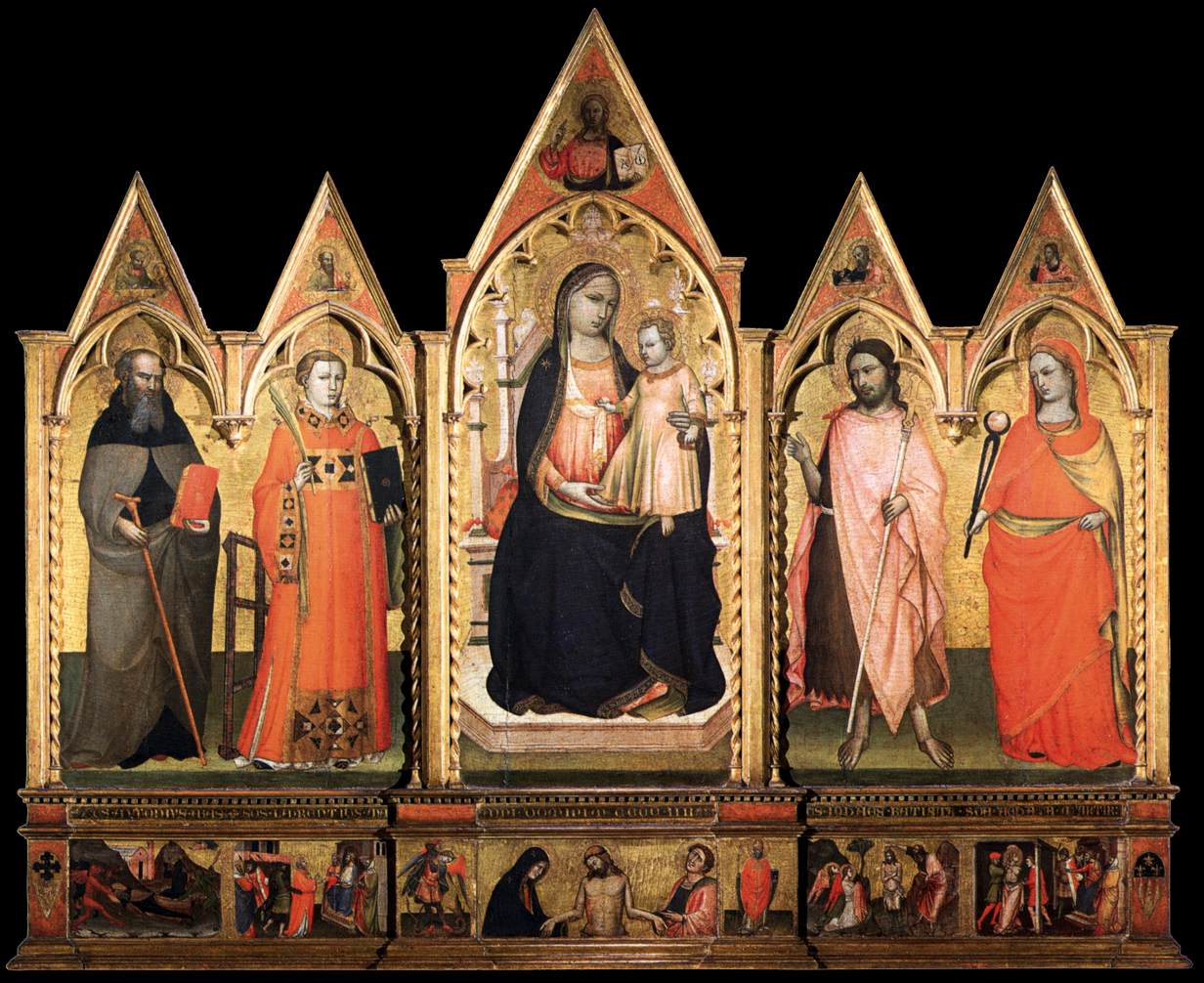
Lorenzo di Niccolò, Polittico, 1404
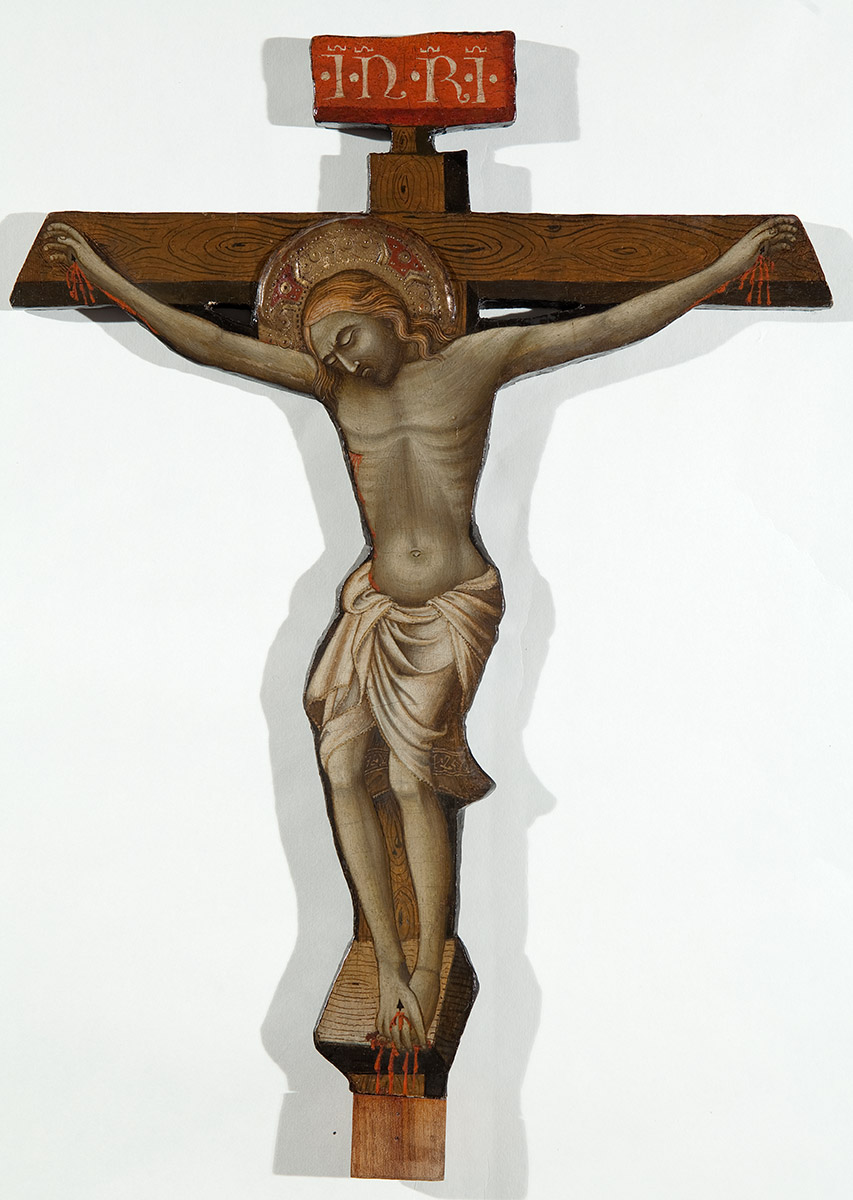
Bartolomeo di Fruosino, Cristo Crocifisso, 1410-1415 circa
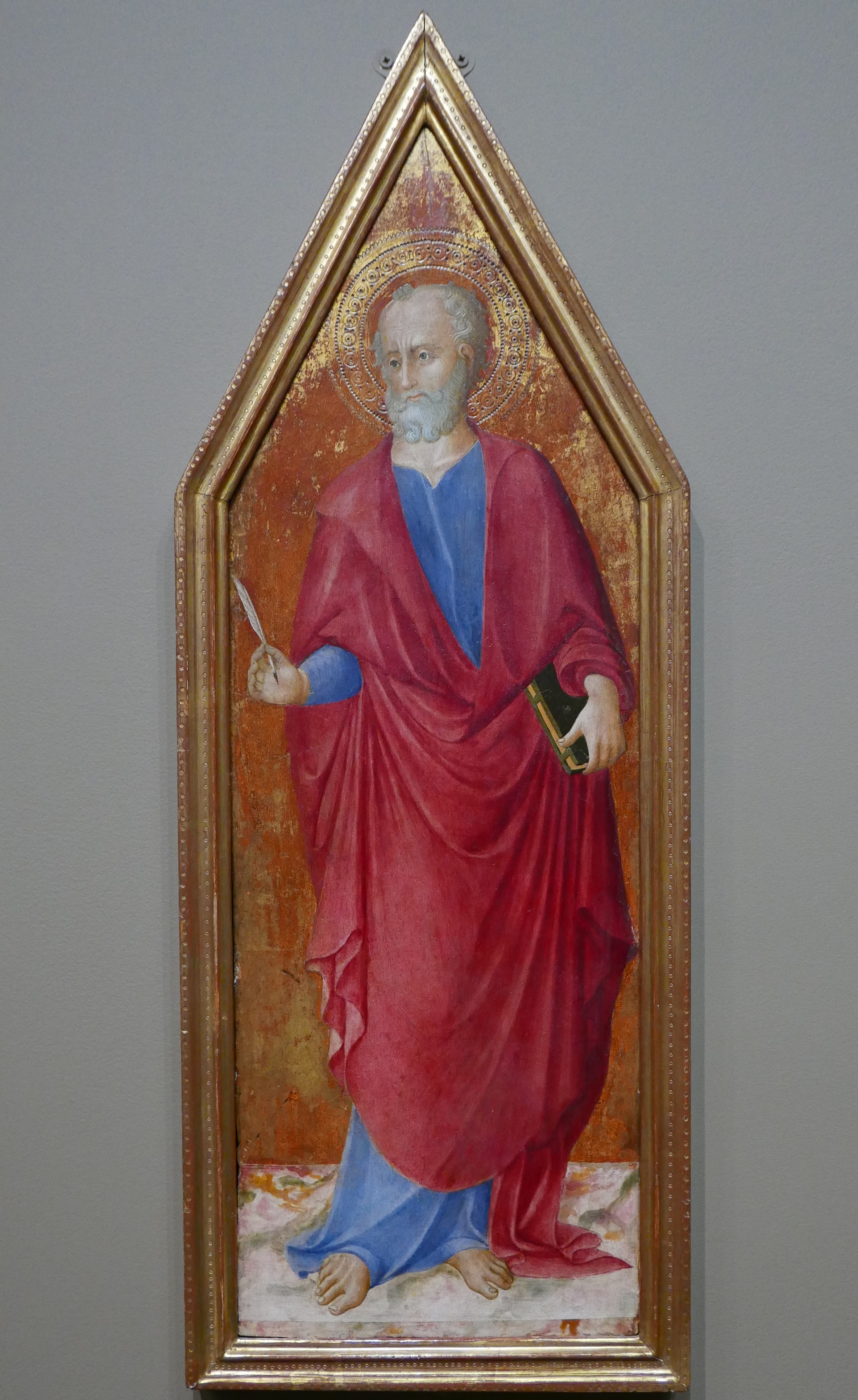
Sassetta, San Matteo, 1437-144
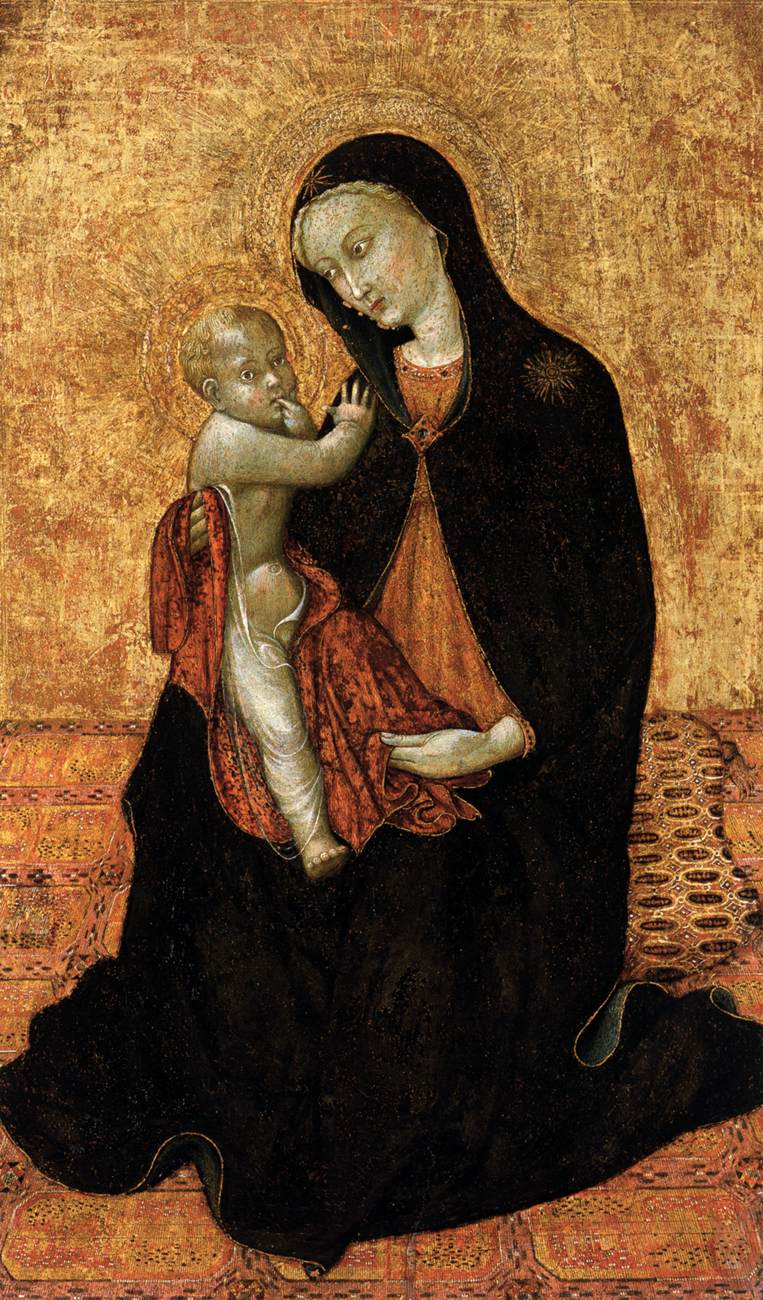
Sassetta, Madonna dell'Umiltà, 1430 circa
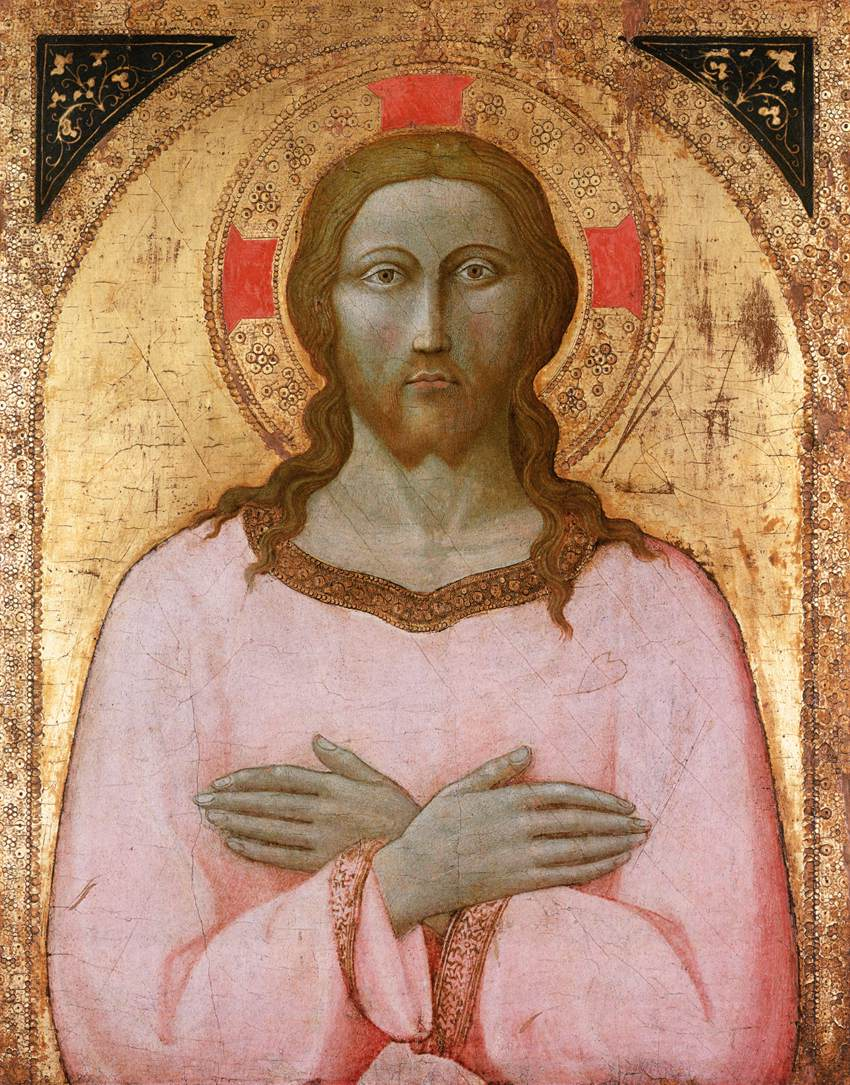
Sano di Pietro, Redentore con la tunica rosa (Redentore Cini), 1442-1443
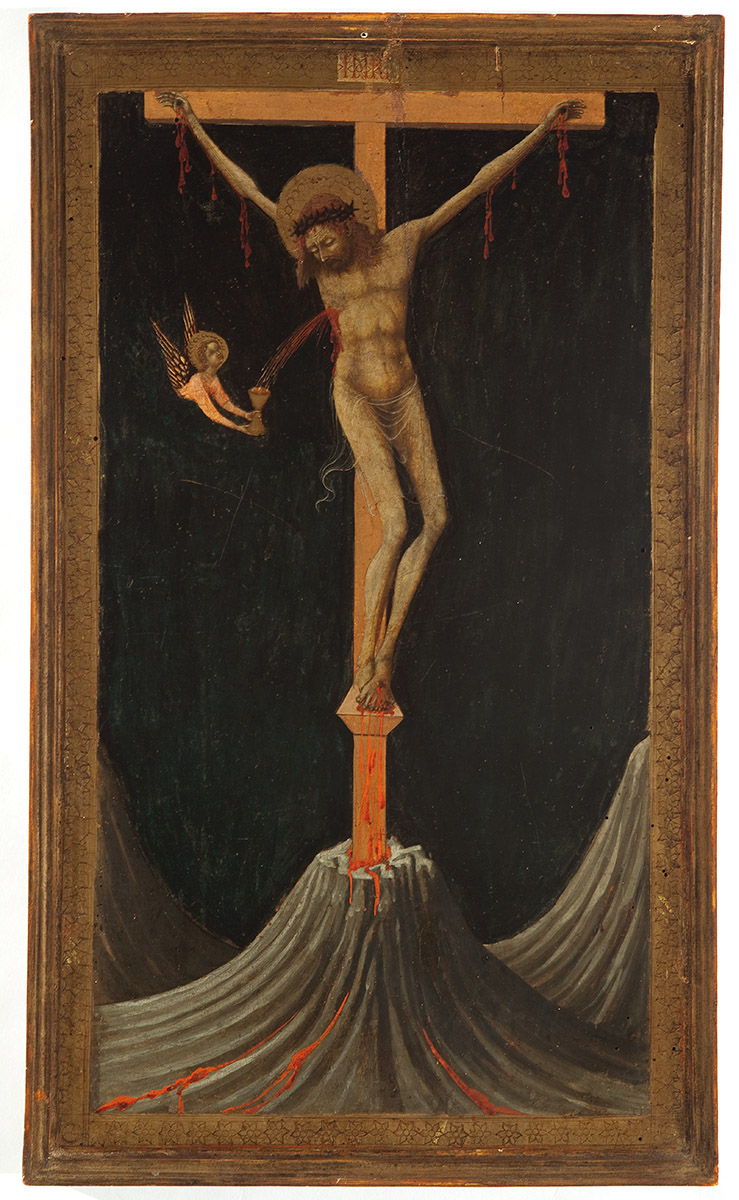
Pietro di Giovanni d'Ambrosio, Cristo crocifisso, 1444-1445 circa
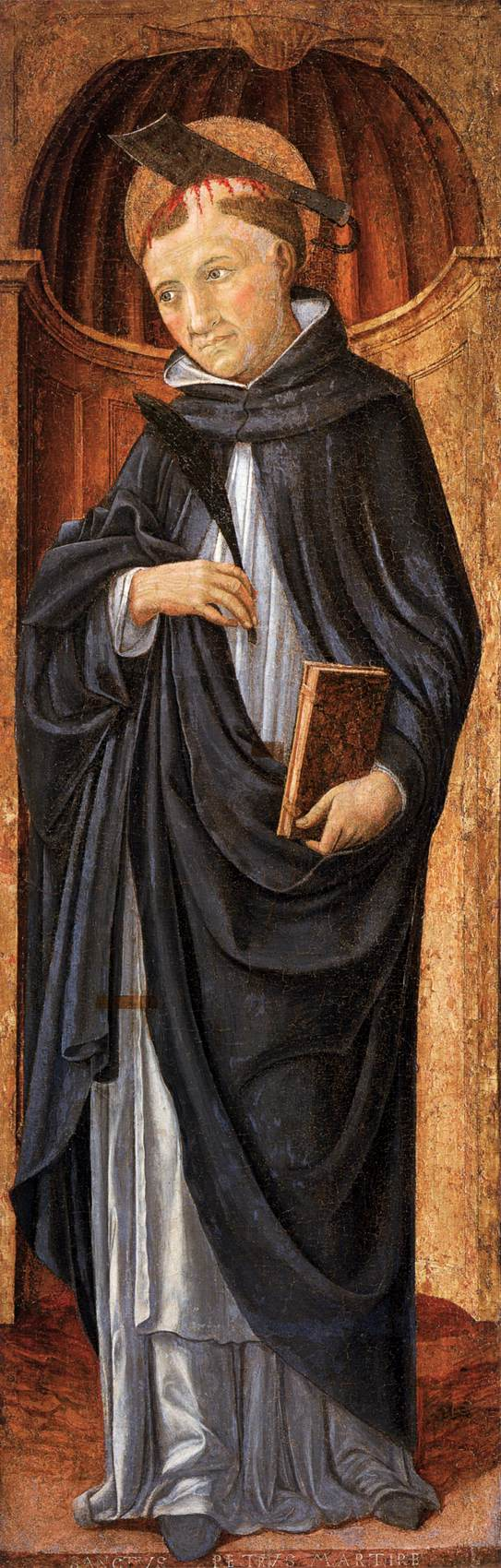
Vecchietta, San Pietro martire, 1460-1475 circa
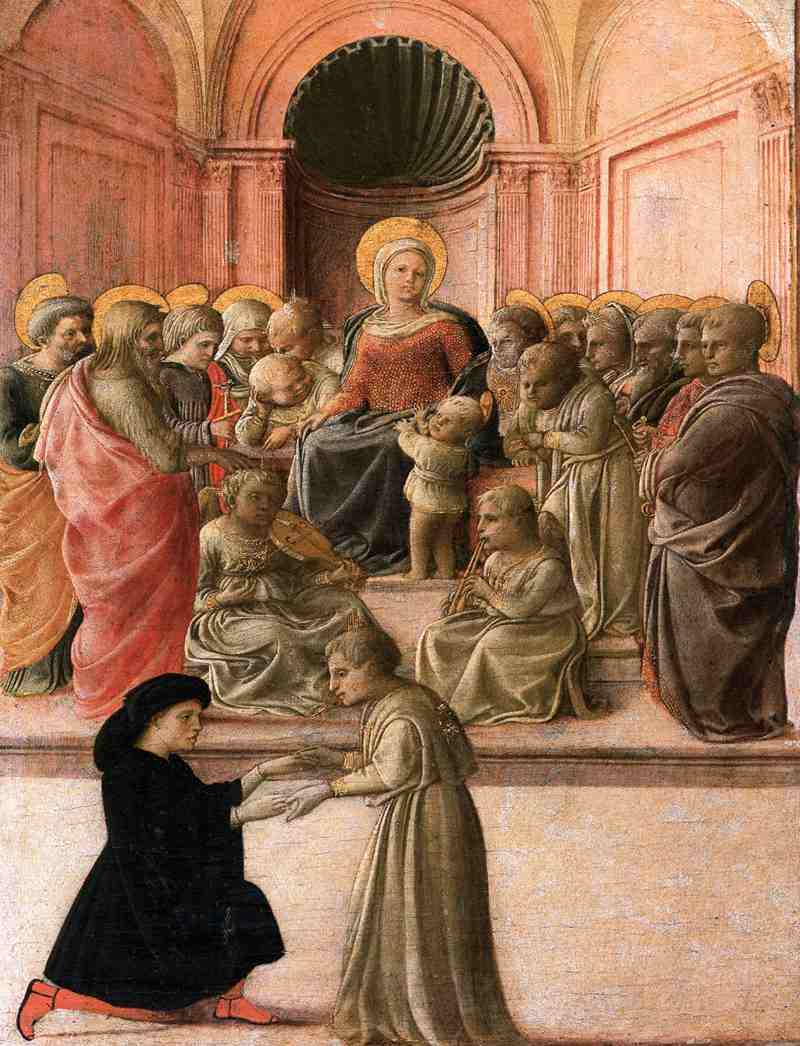
Filippo Lippi, Sacra conversazione con donatore, 1432 circa
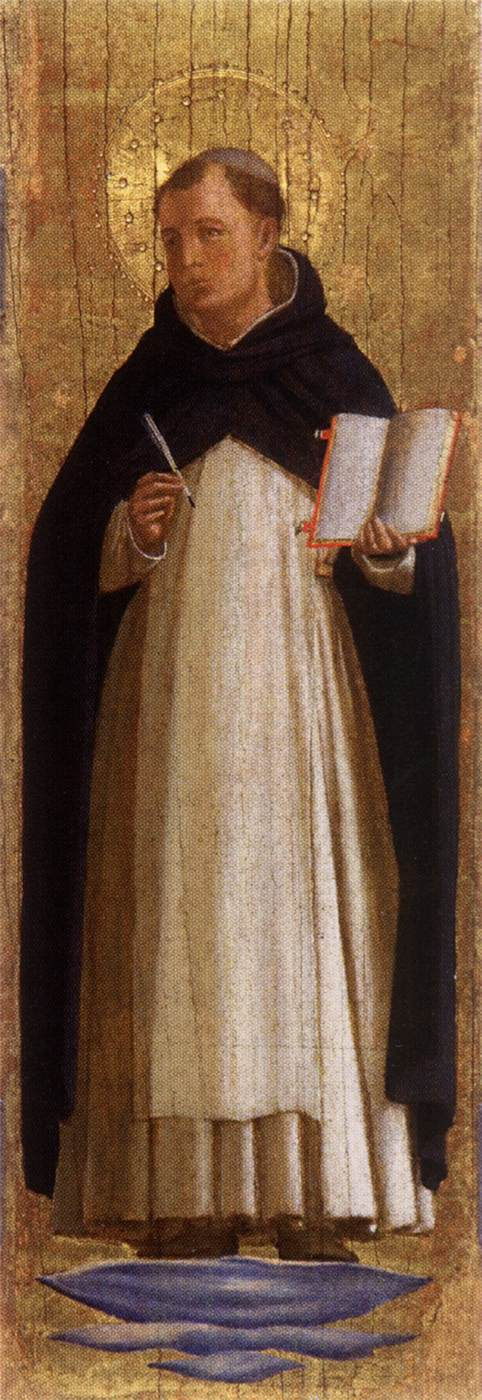
Beato Angelico, San Tommaso d'Aquino, 1438-1440
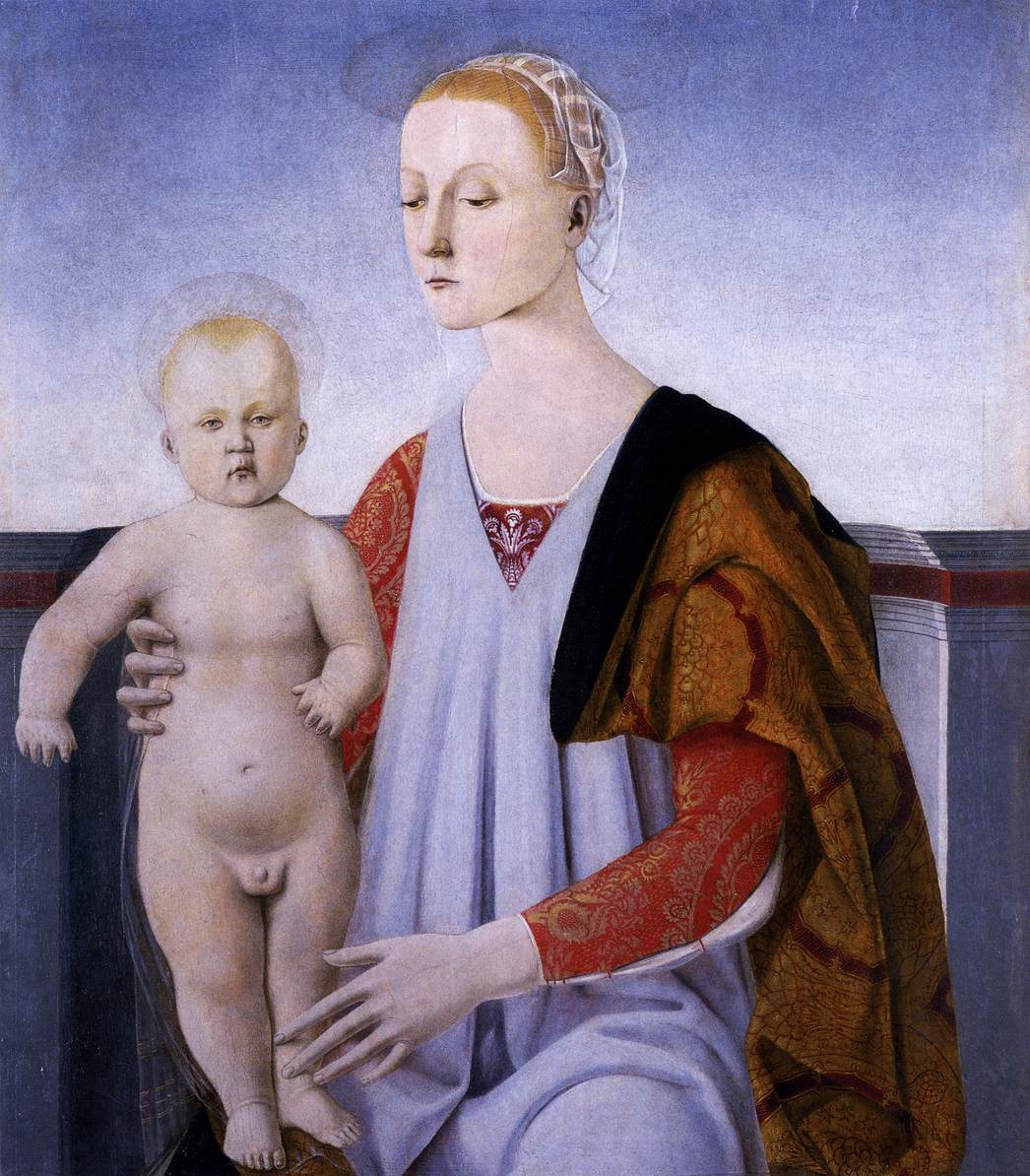
Luca Signorelli, Madonna con il Bambino, 1470-1475 circa
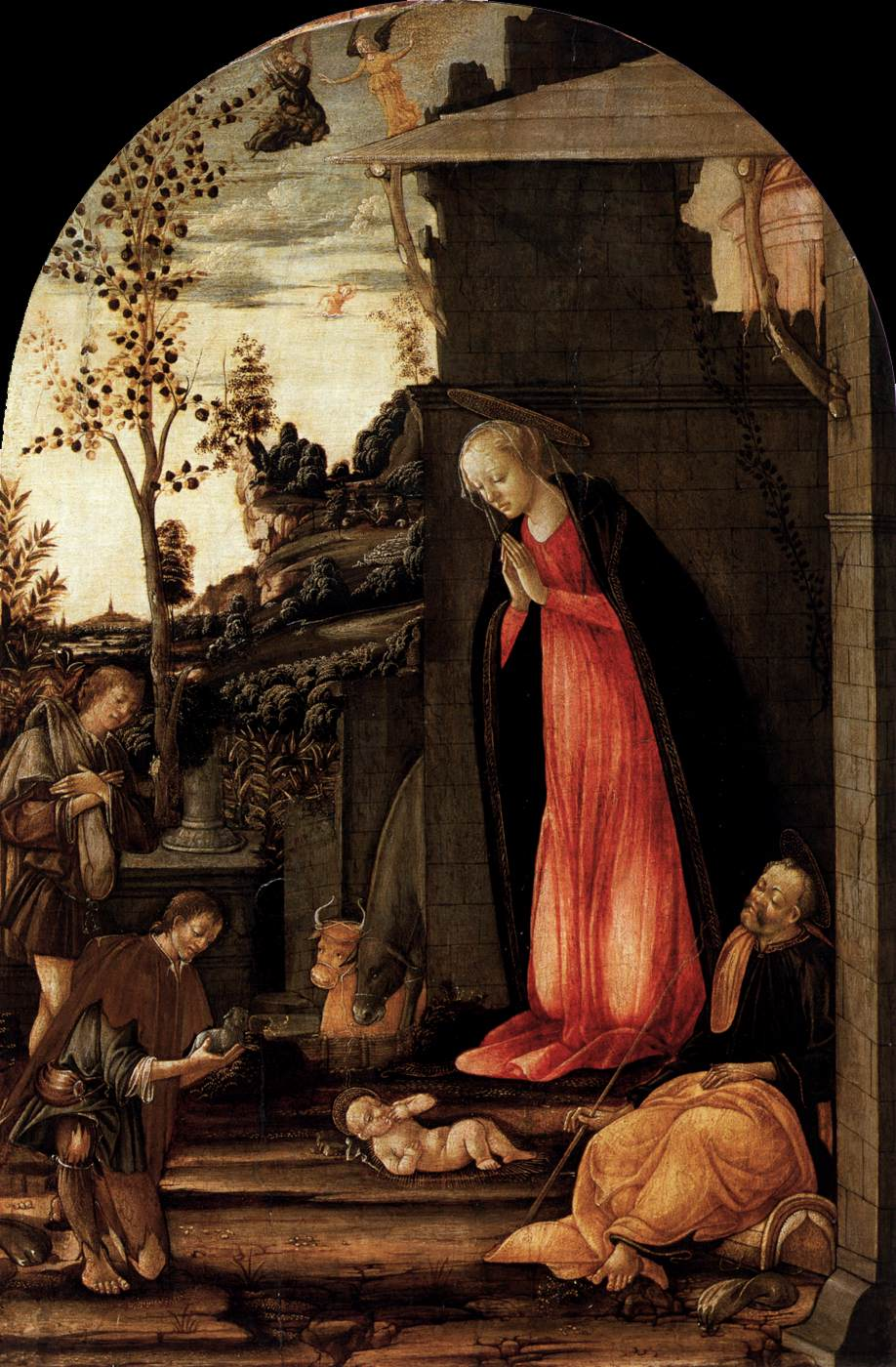
Michele Ciampanti, Adorazione dei pastori, 1475 circa
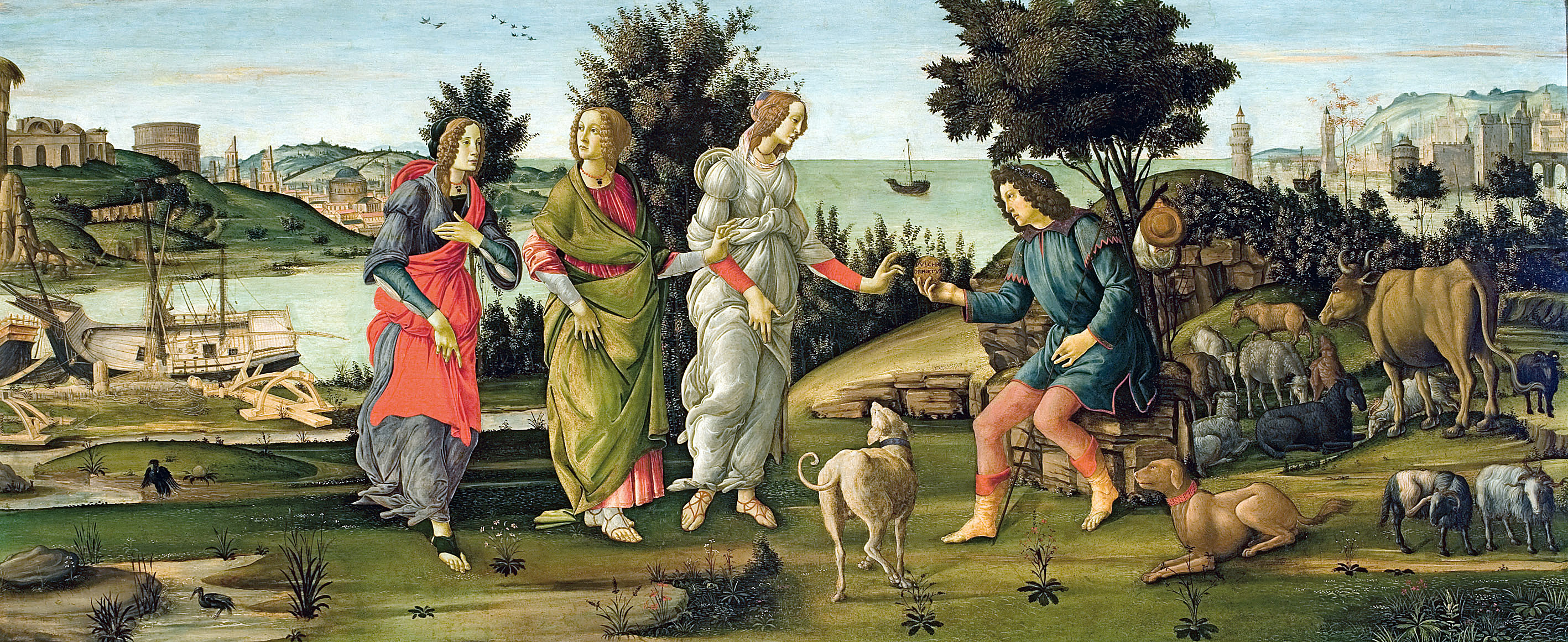
Sandro Botticelli e bottega, Il giudizio di Paride, 1485 circa
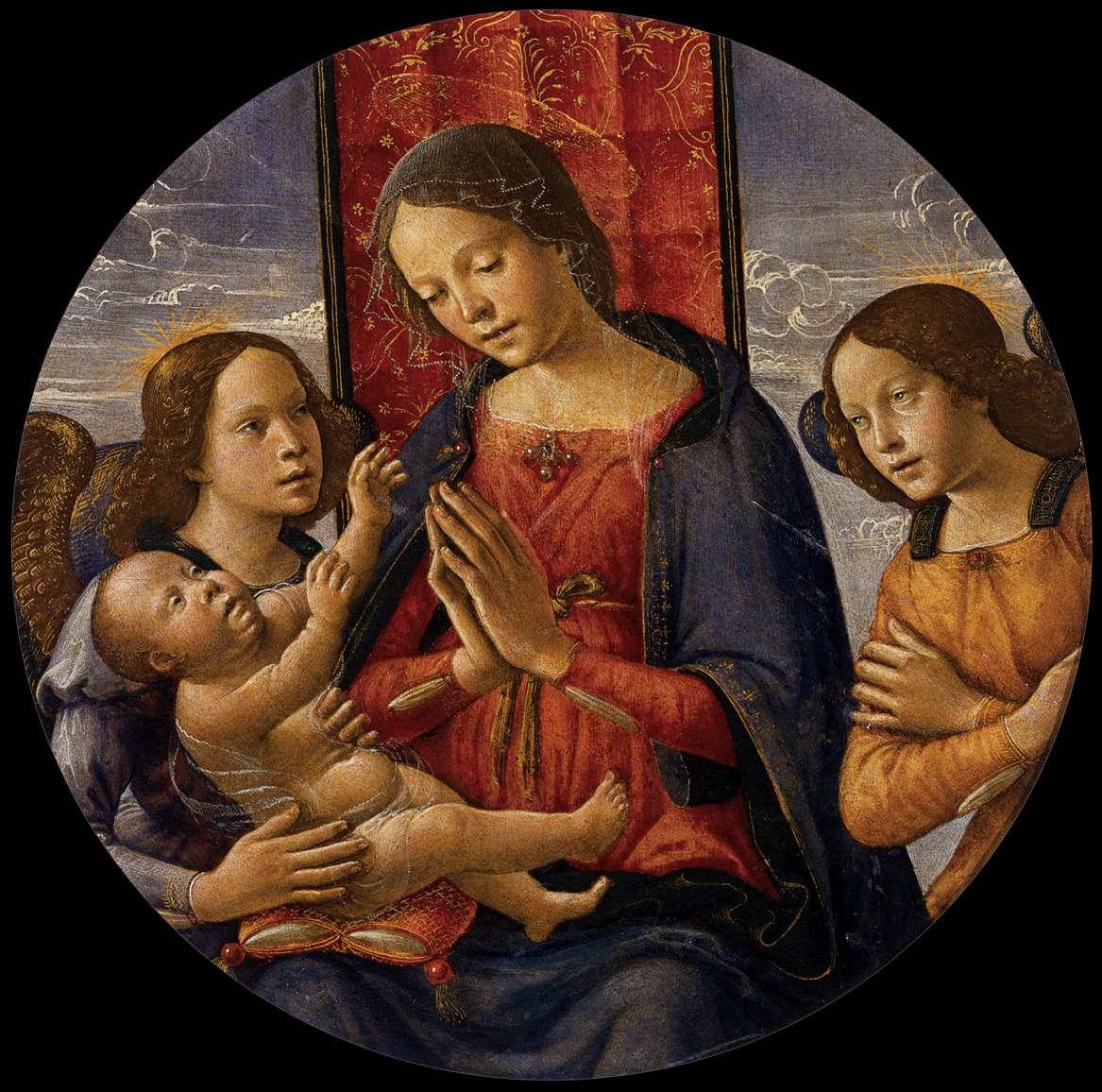
Domenico Ghirlandaio e bottega (Sebastiano Mainardi), Madonna che adora il Bambino con due angeli, 1490-1495 circa
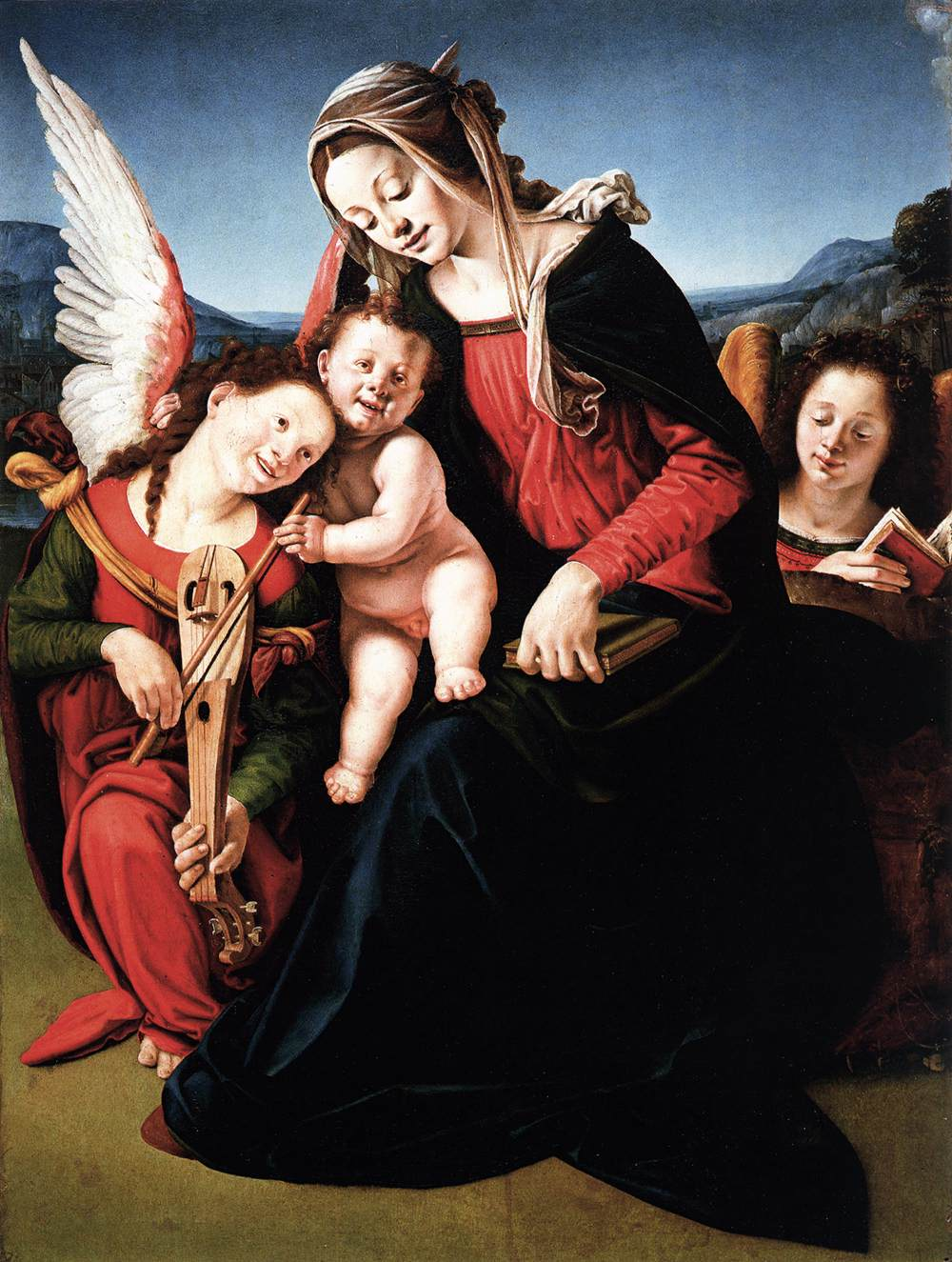
Piero di Cosimo, Madonna con il Bambino e due angeli, 1505-1510 circa
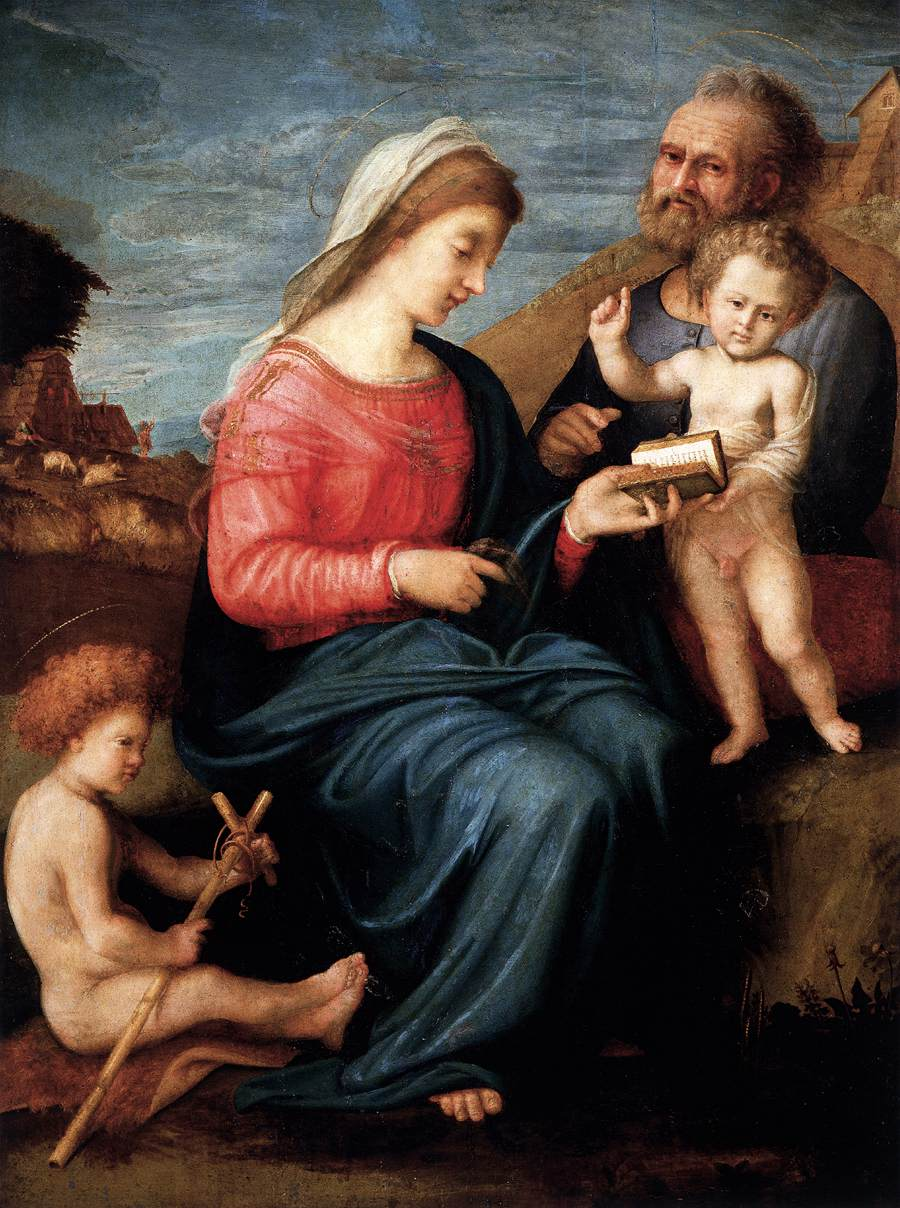
Piero di Cosimo, Sacra Famiglia con san Giovannino, 1515-1520
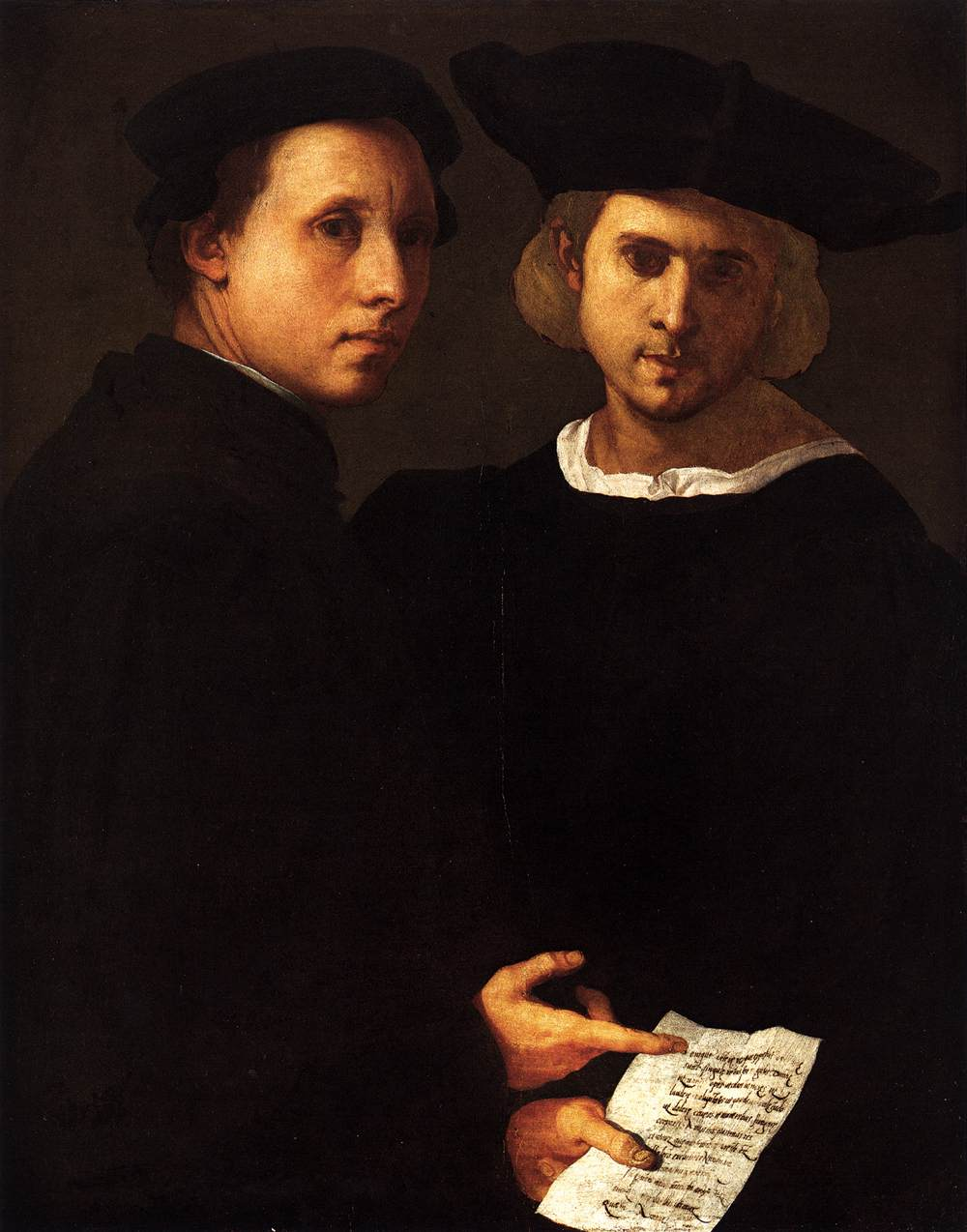
Pontormo, Doppio Ritratto (Ritratto di due amici), 1523-1524 circa
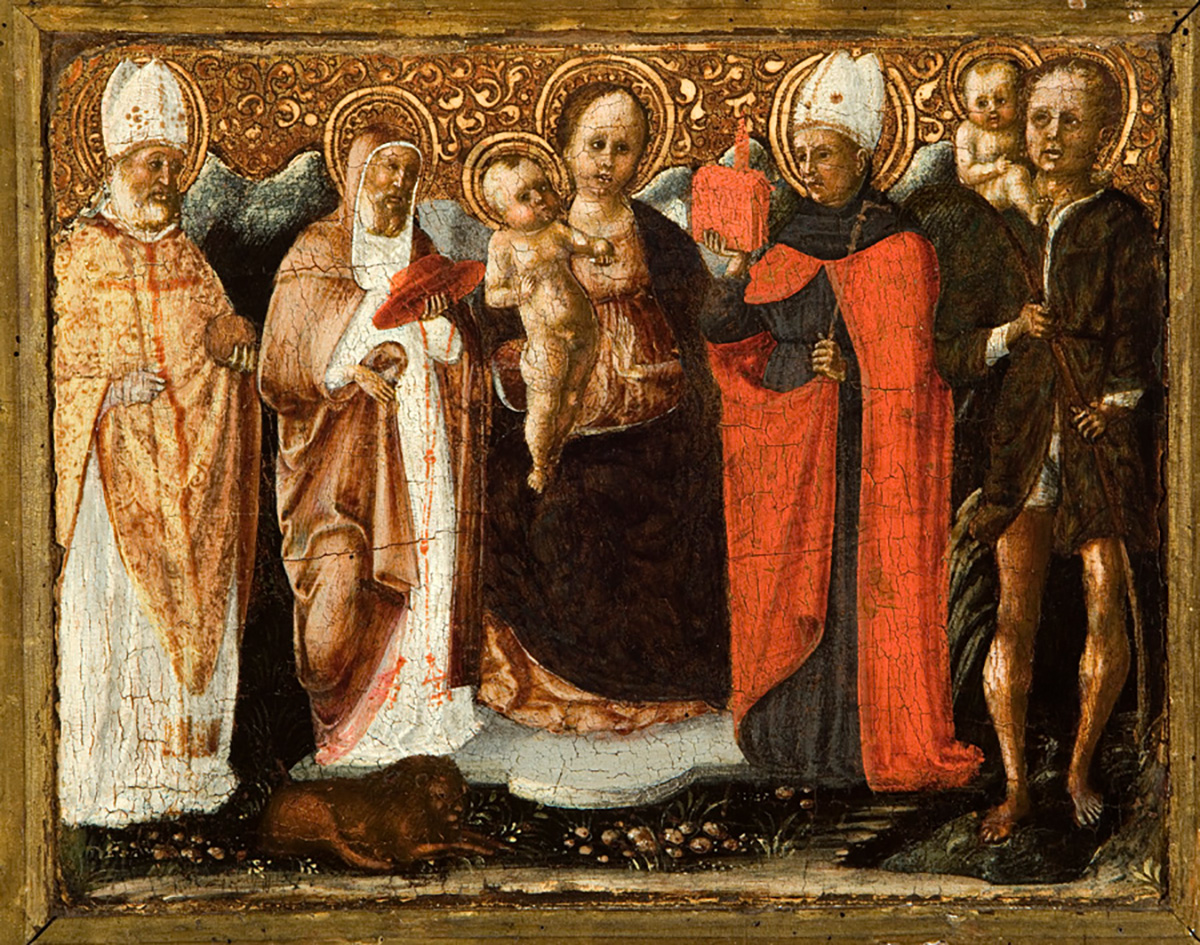
Michele Pannonio, Madonna con il Bambino e i santi Nicola, Girolamo, Agostino e Cristoforo, 1445-1450 circa
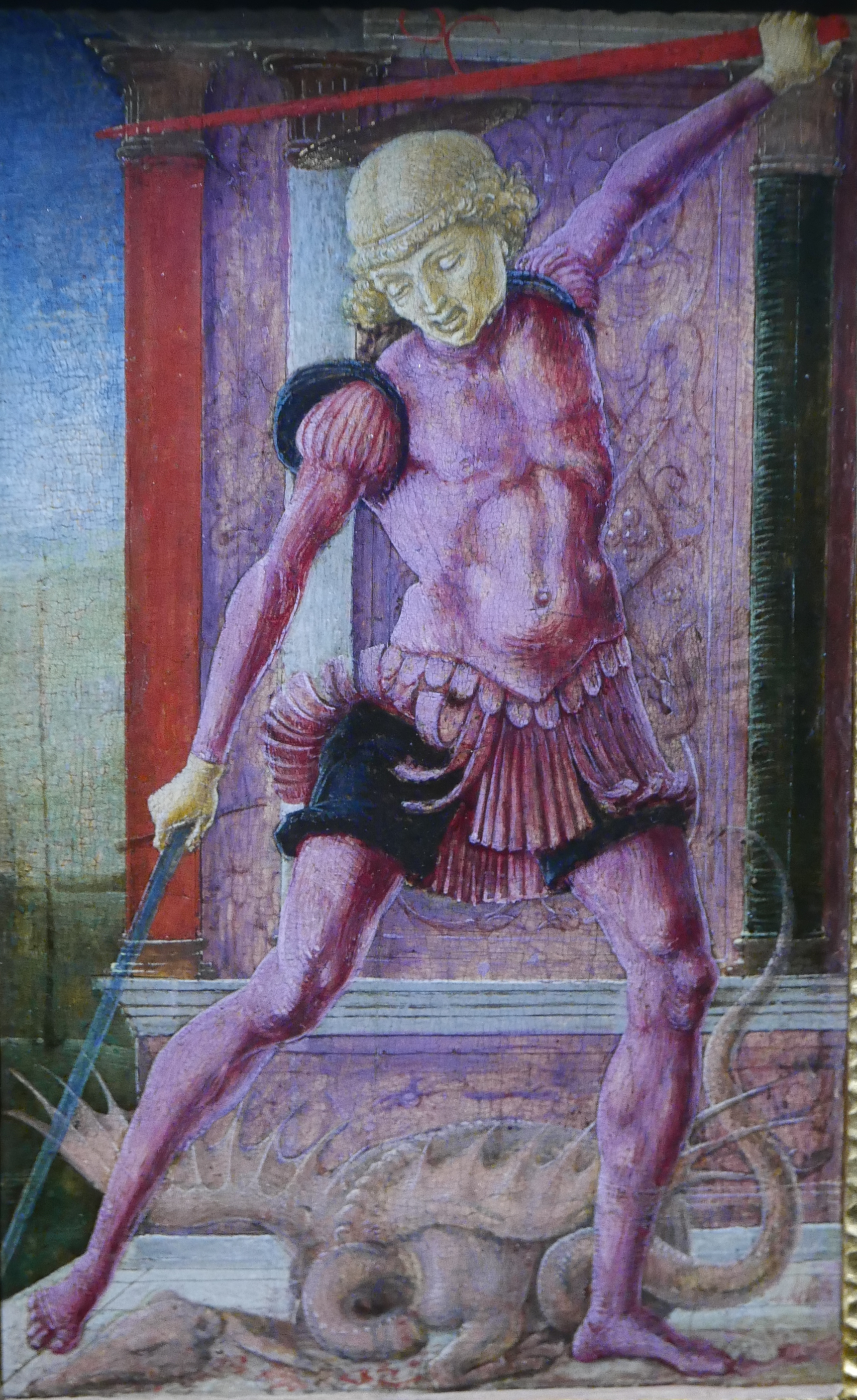
Cosmè Tura, San Giorgio, 1475-1480 circa
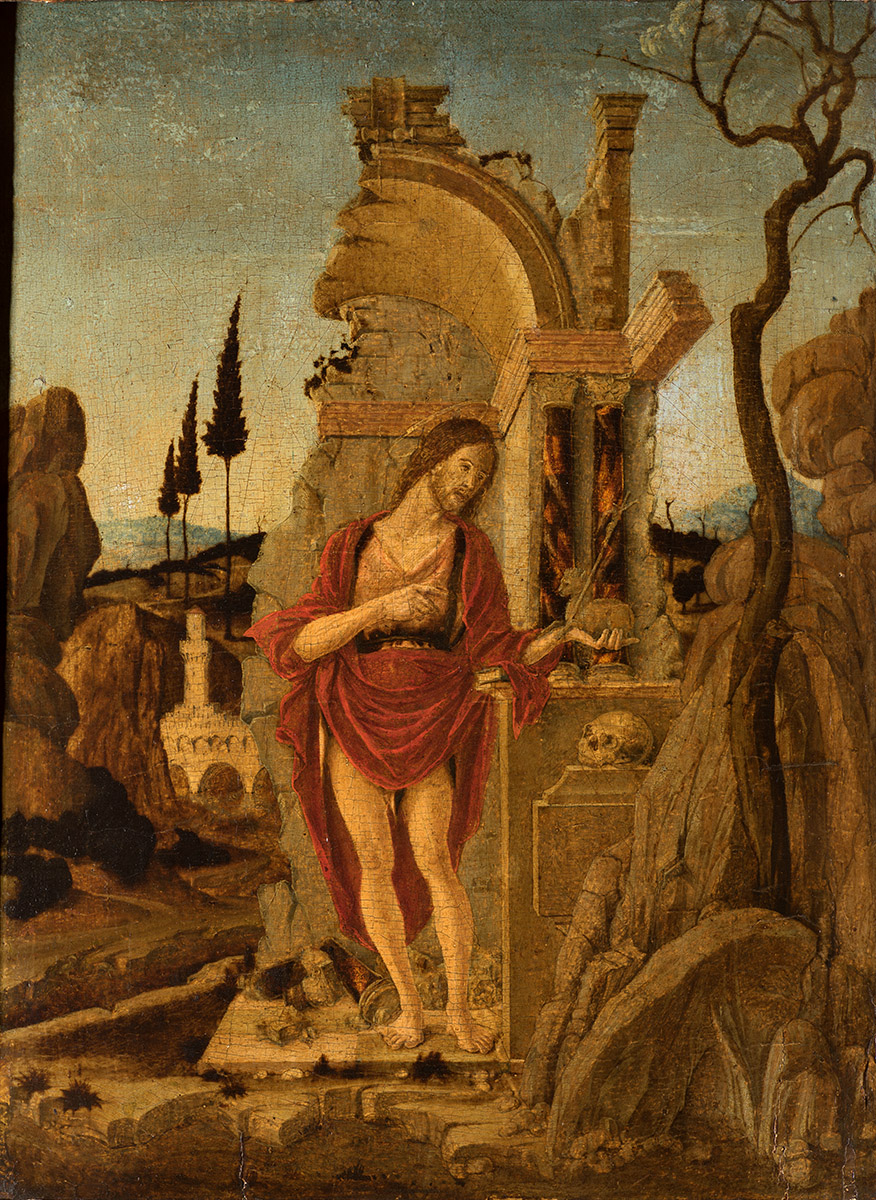
Marco Zoppo, San Giovanni Battista nel deserto, 1475 circa
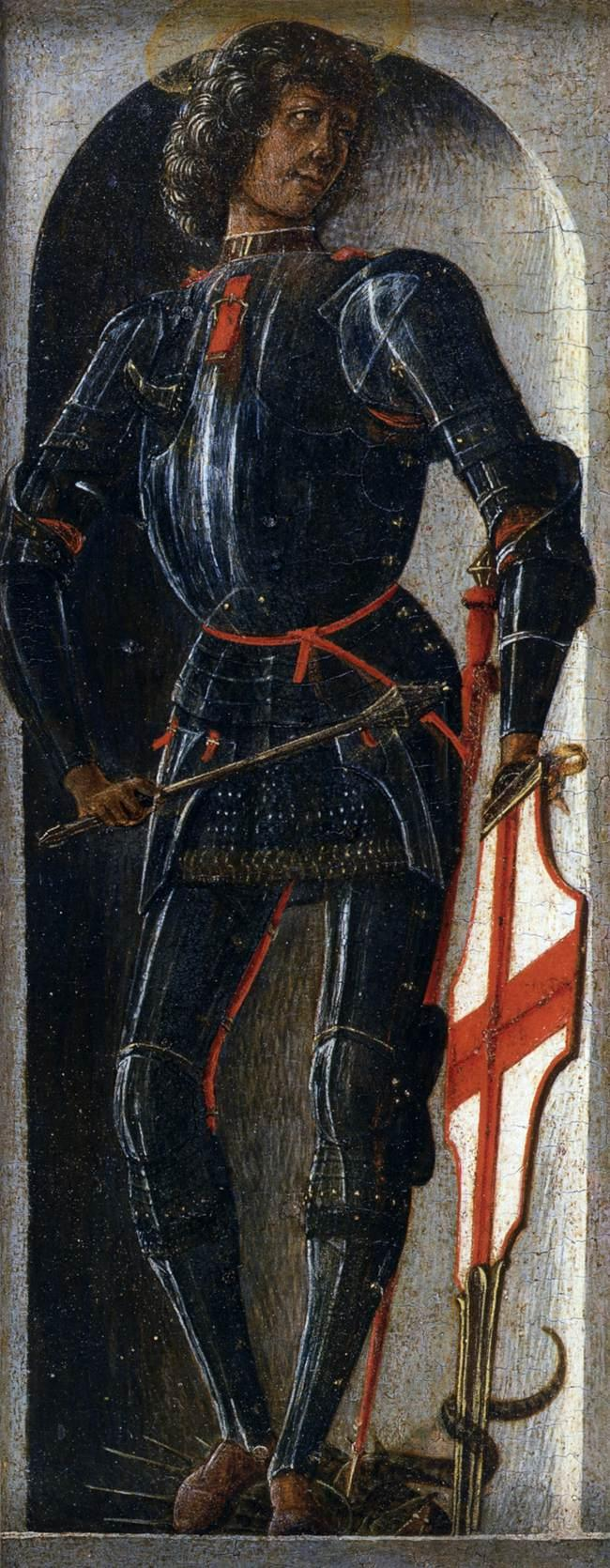
Ercole de' Roberti, San Giorgio (tavola del Polittico Griffoni), 1470-1473
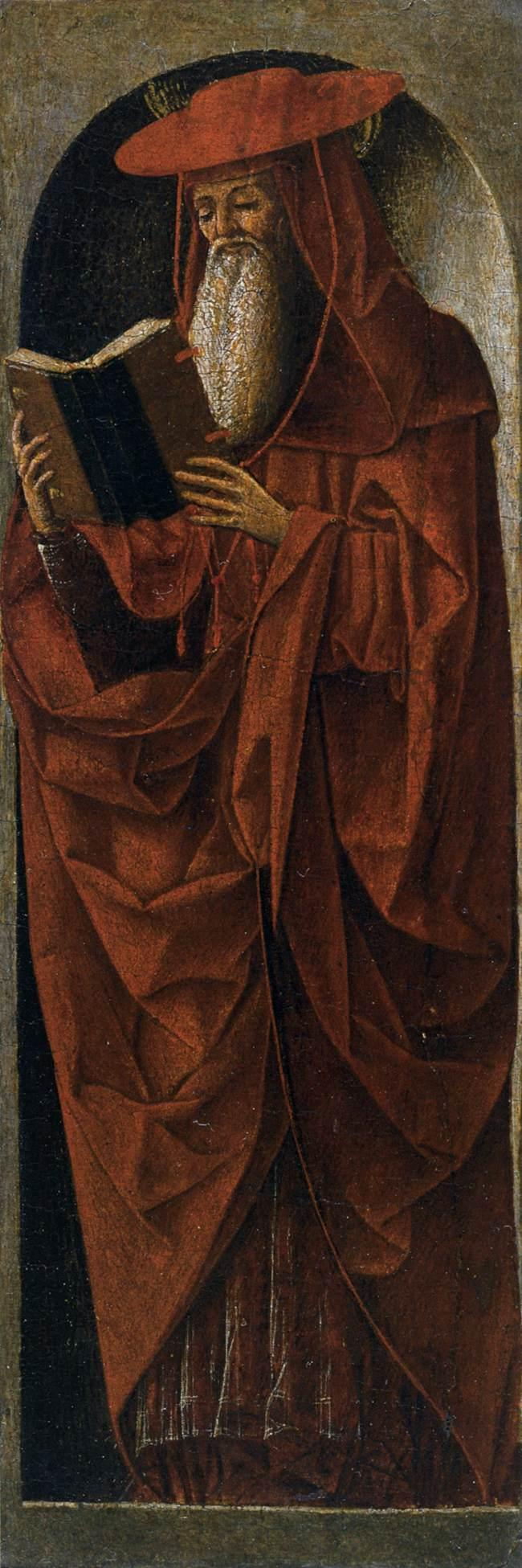
Ercole de' Roberti, San Girolamo (tavola del Polittico Griffoni), 1470-1473
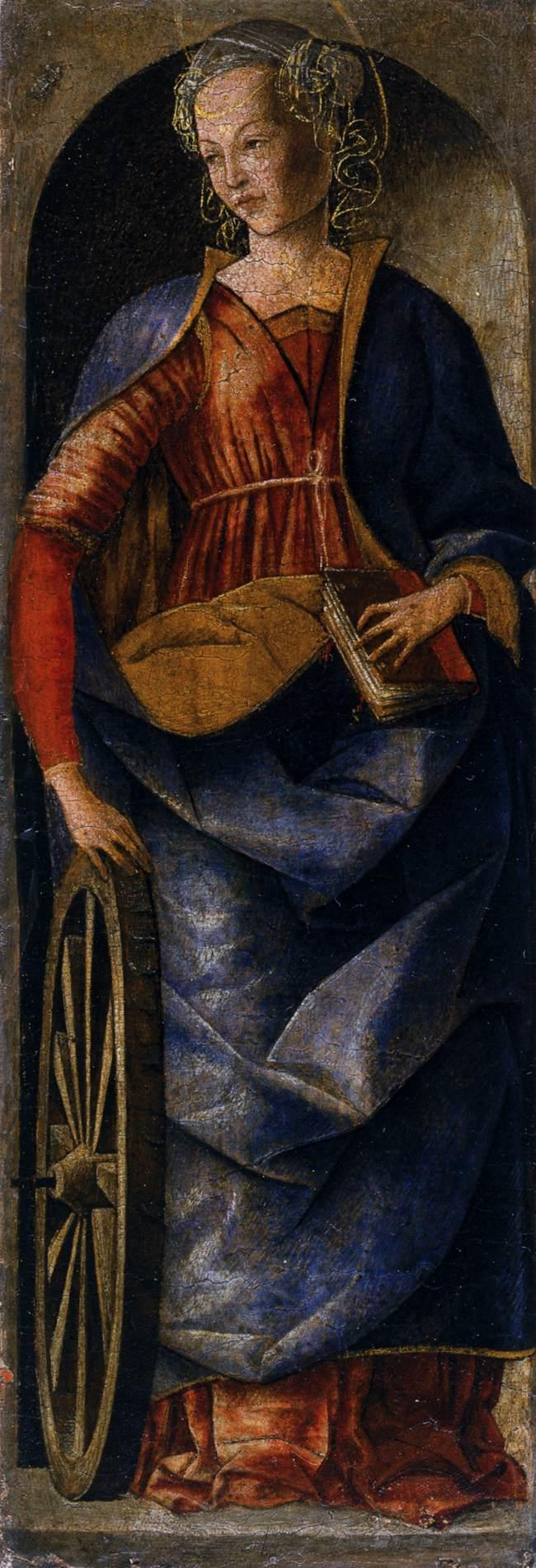
Ercole de' Roberti, Santa Caterina d'Alessandria (tavola del Polittico Griffoni), 1470-1473
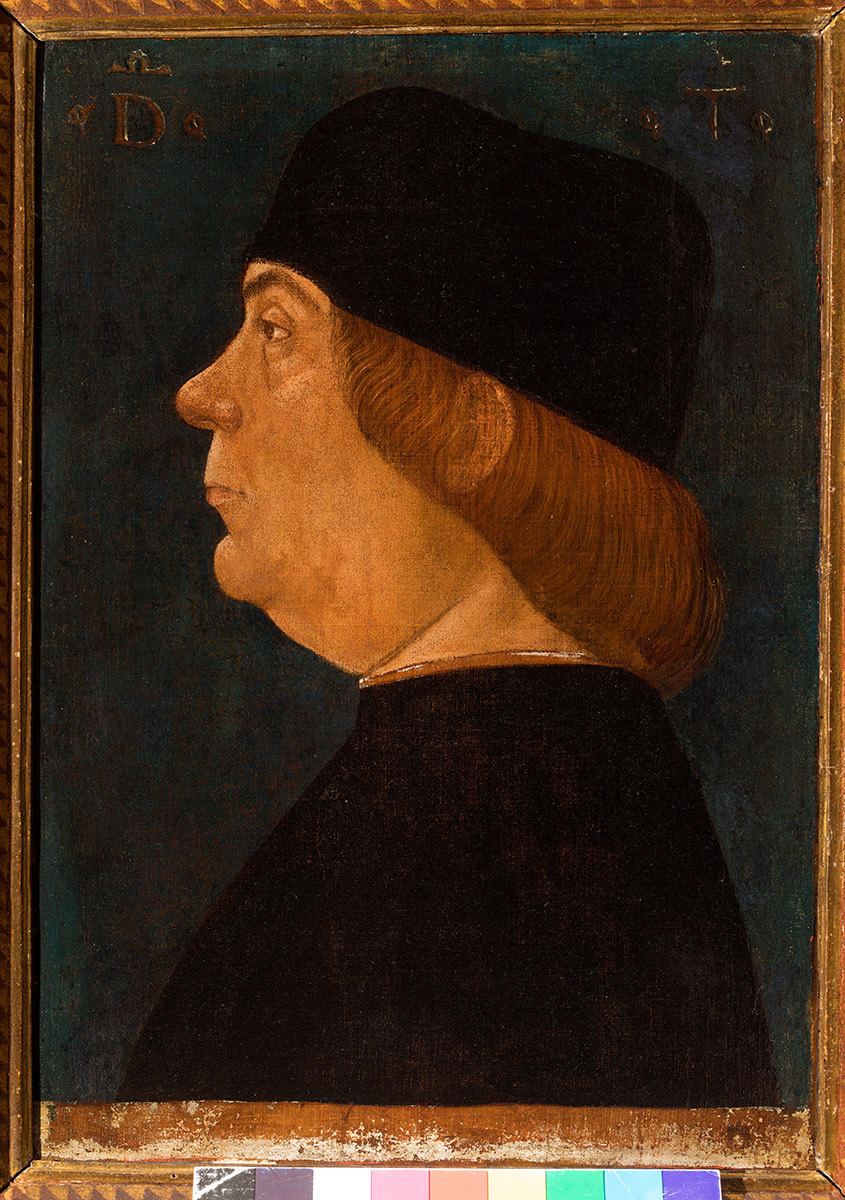
Baldassarre d'Este, Ritratto di Tito Vespasiano Strozzi, 1499 circa
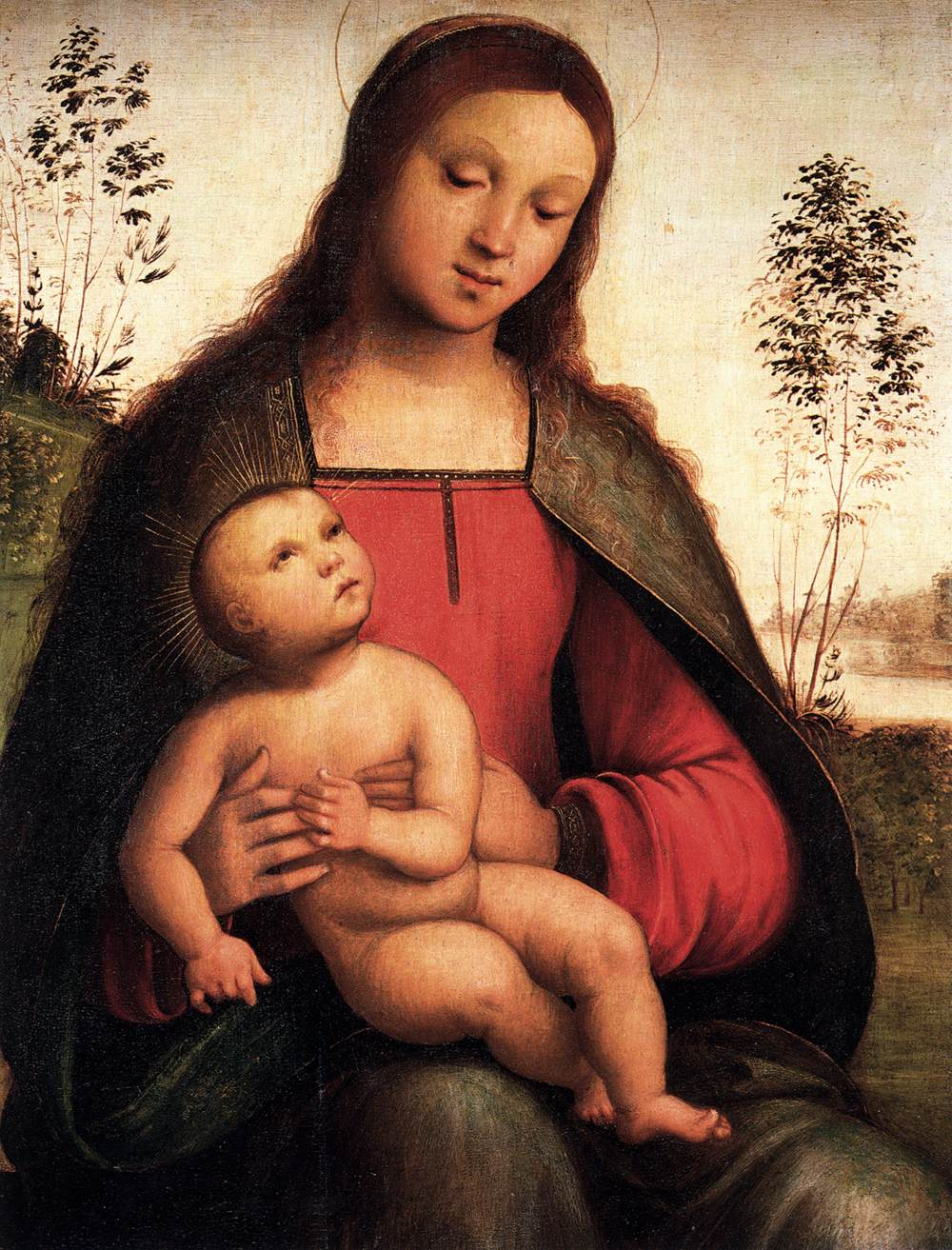
Lorenzo Costa, Madonna con il Bambino, 1505 circa
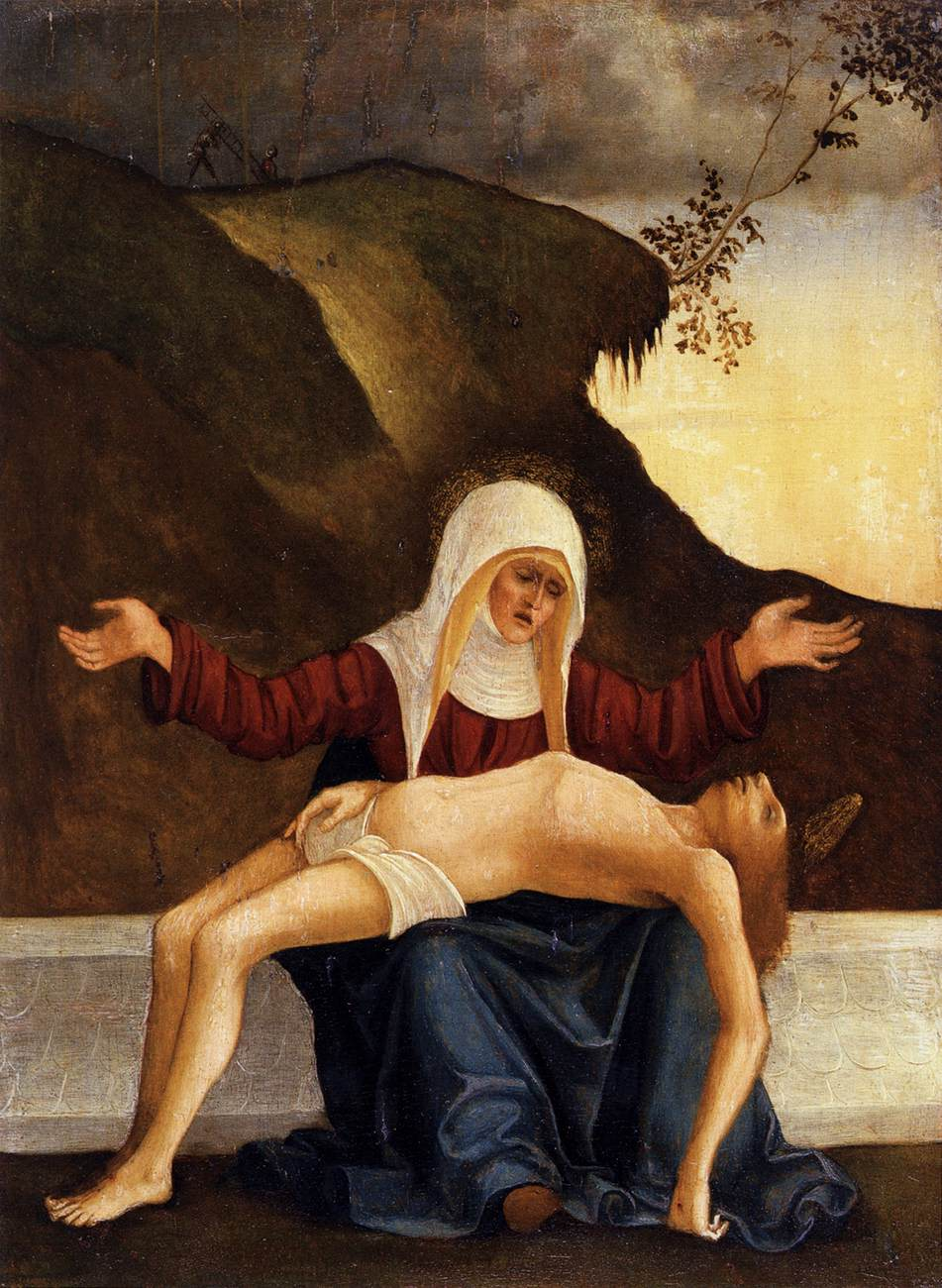
Ludovico Mazzolino, Pietà, 1510-1515
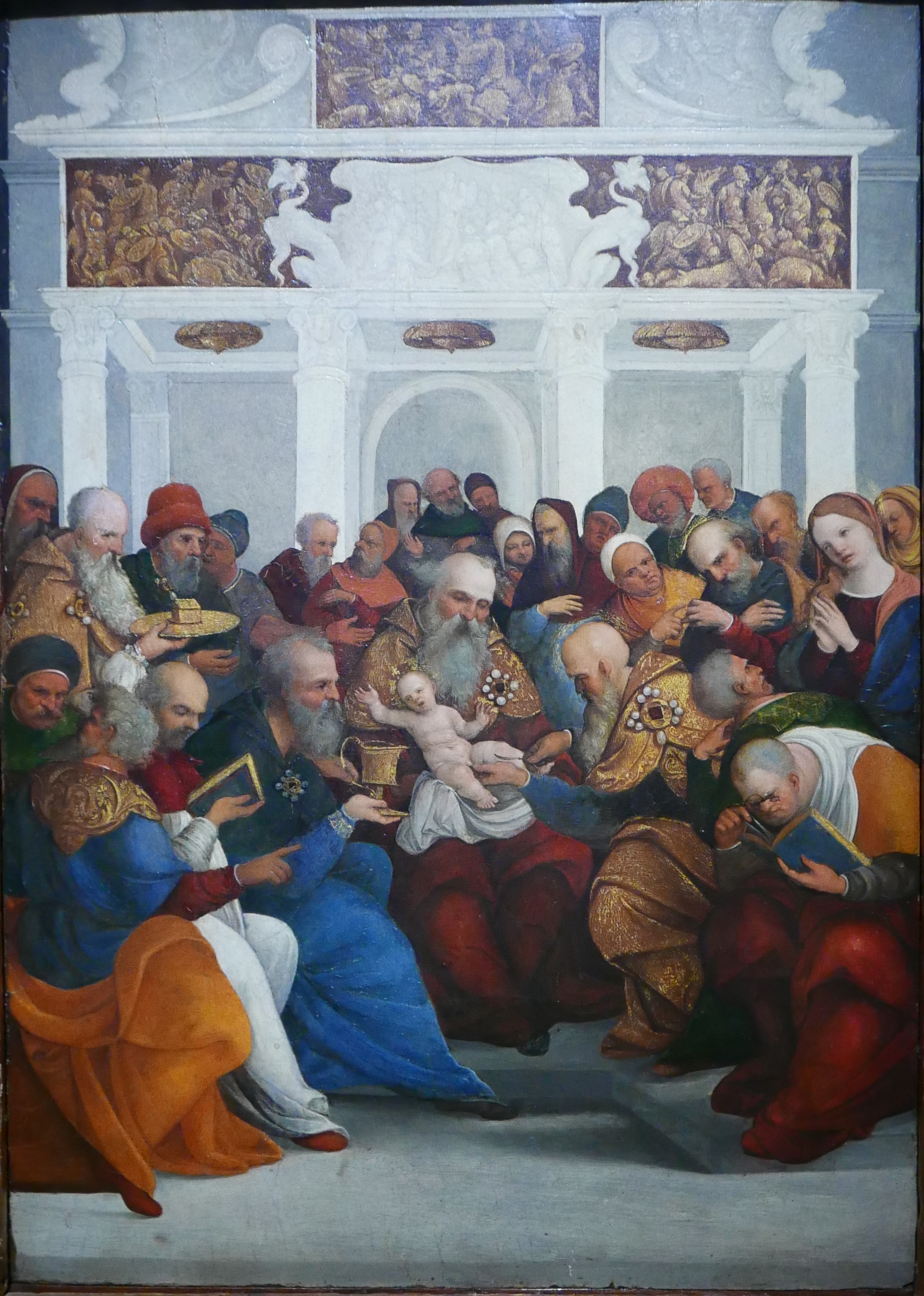
Ludovico Mazzolino, Circoncisione, 1522 circa
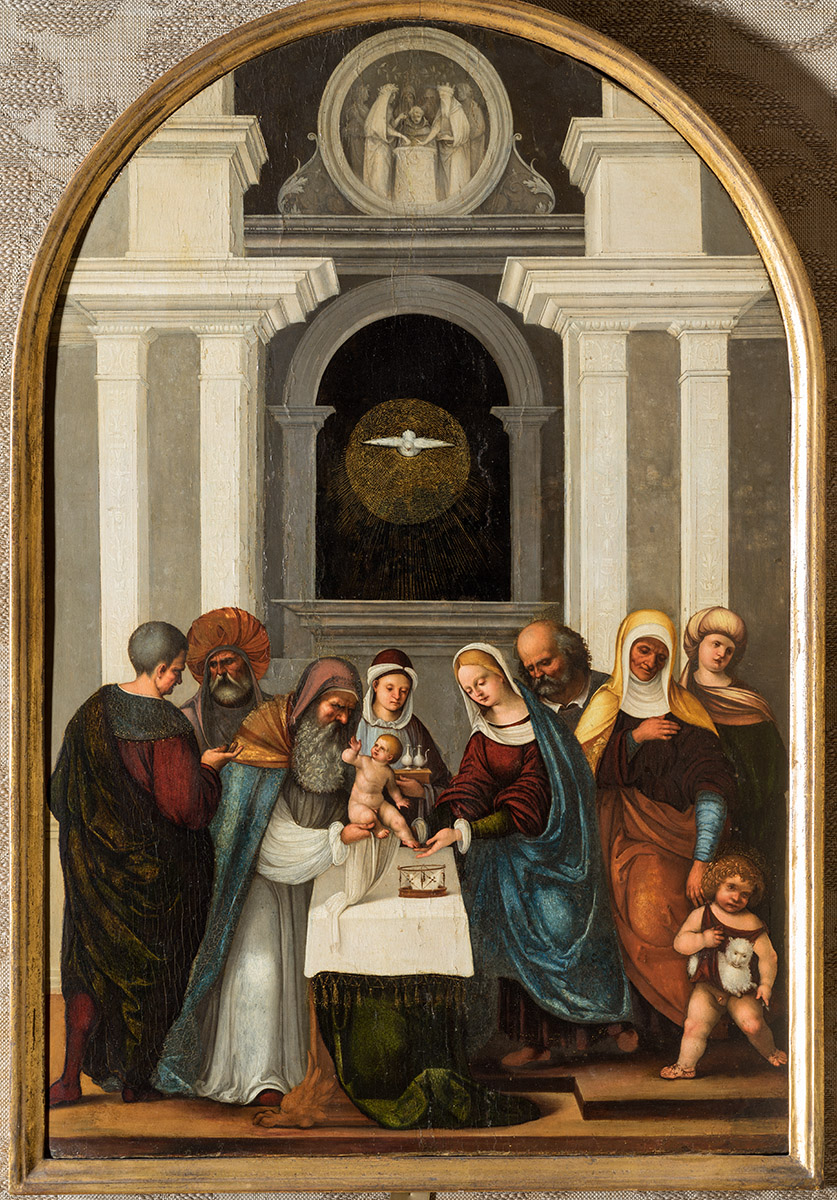
Ludovico Mazzolino, Presentazione di Gesù al Tempio, 1524-1526 circa
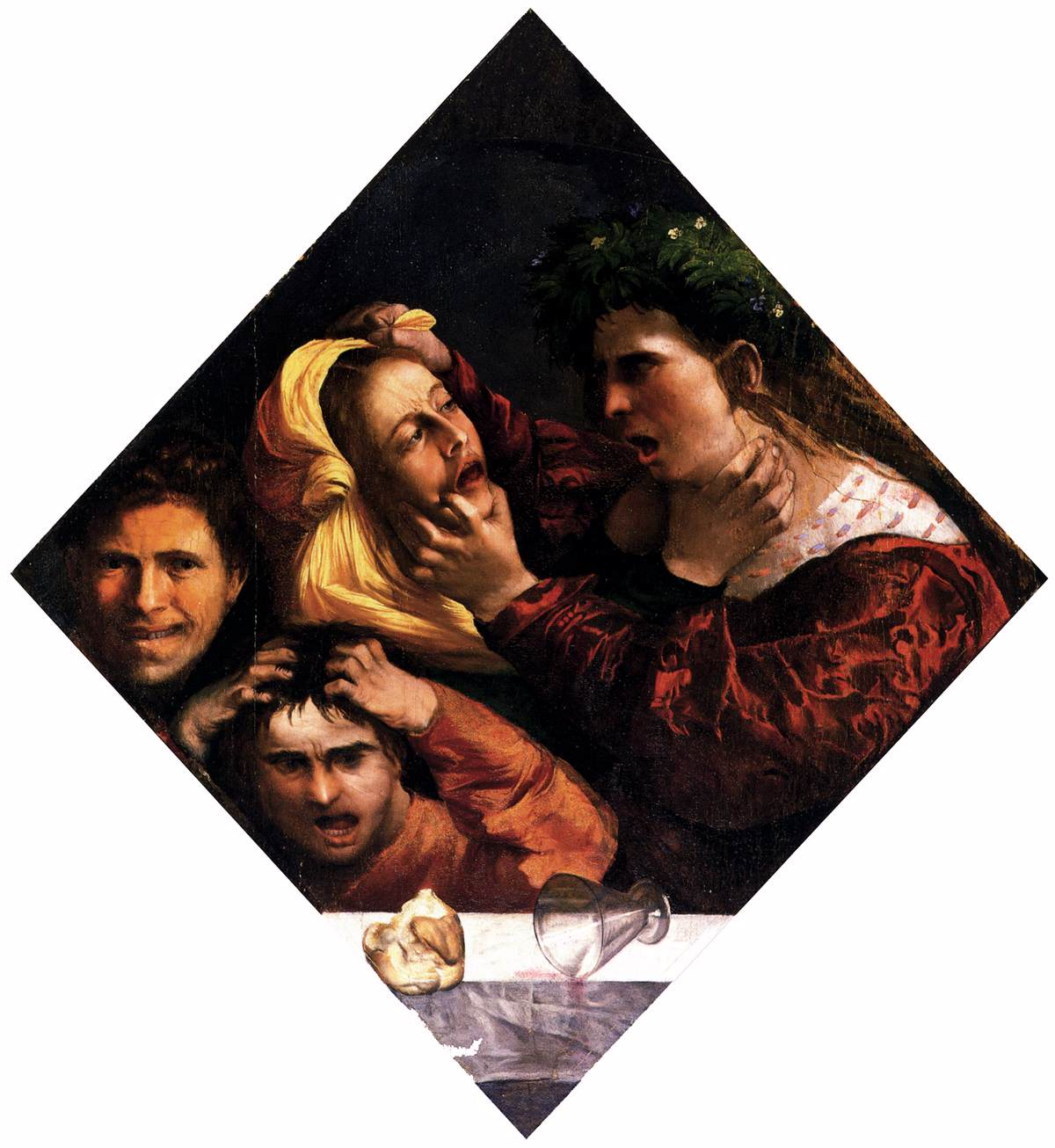
Dosso Dossi, La zuffa, 1521-1522
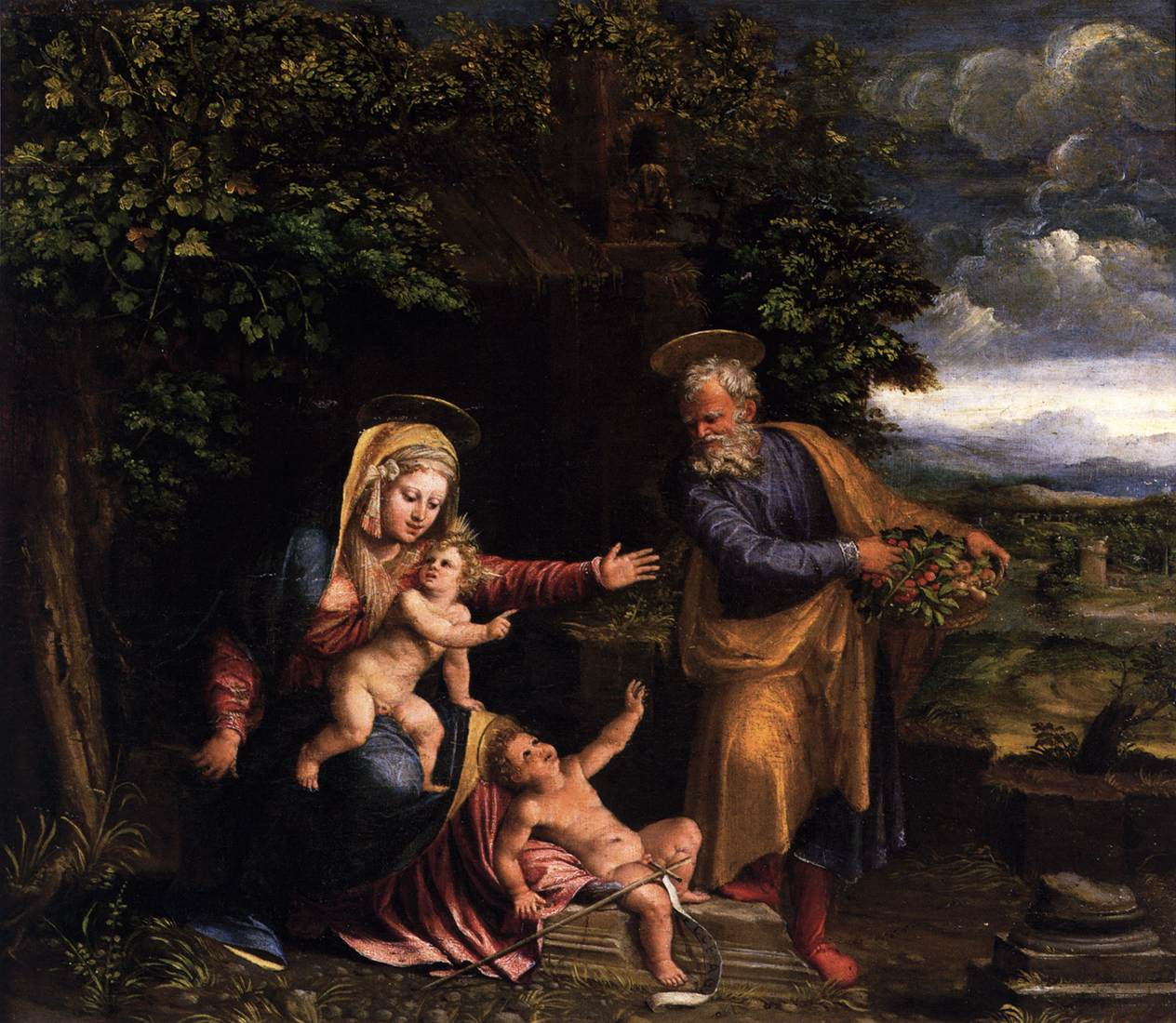
Battista Dossi, Riposo durante la fuga in Egitto con san Giovannino, 1540 circa
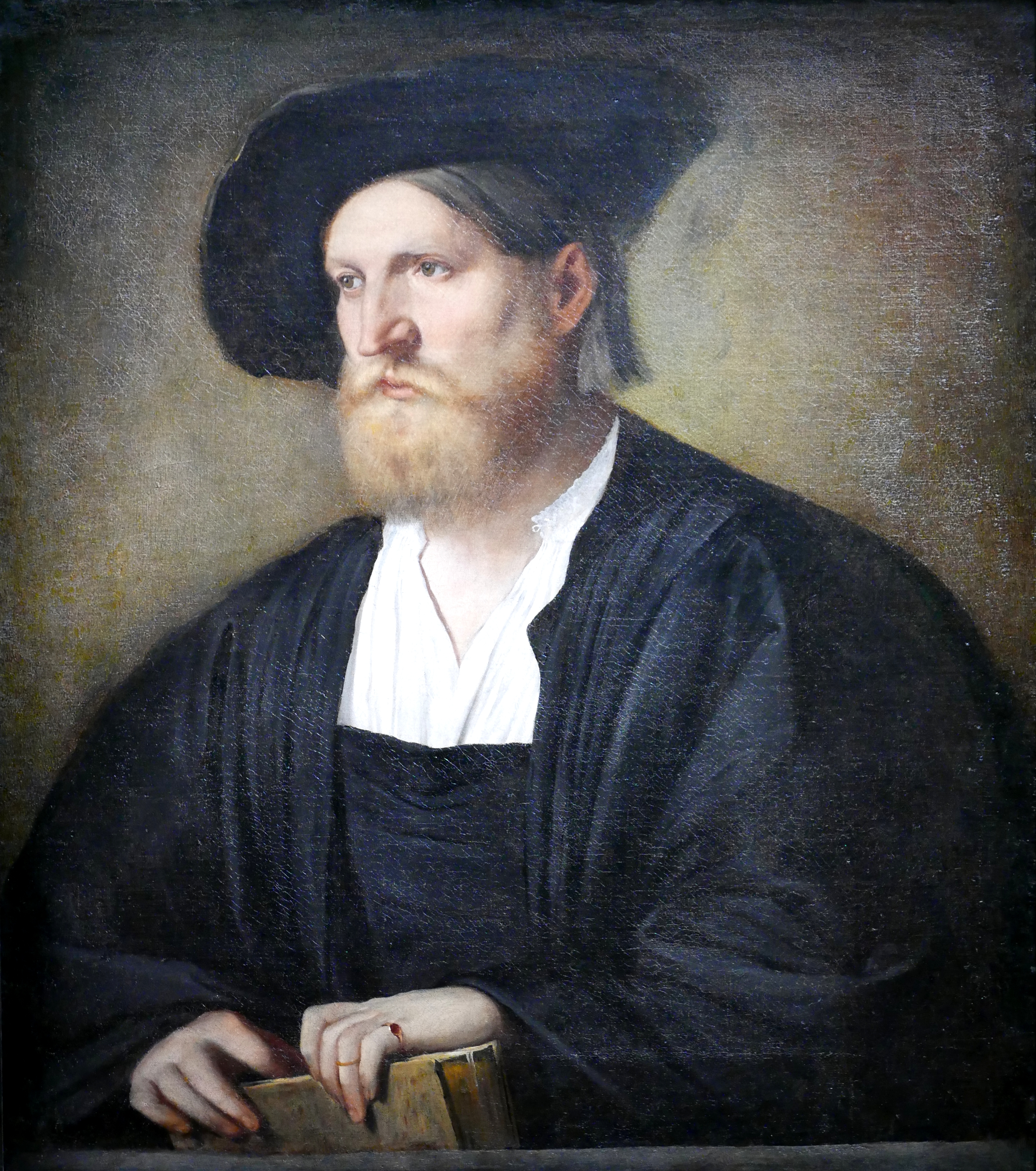
Francesco Prata da Caravaggio, Ritratto di gentiluomo, 1520 circa
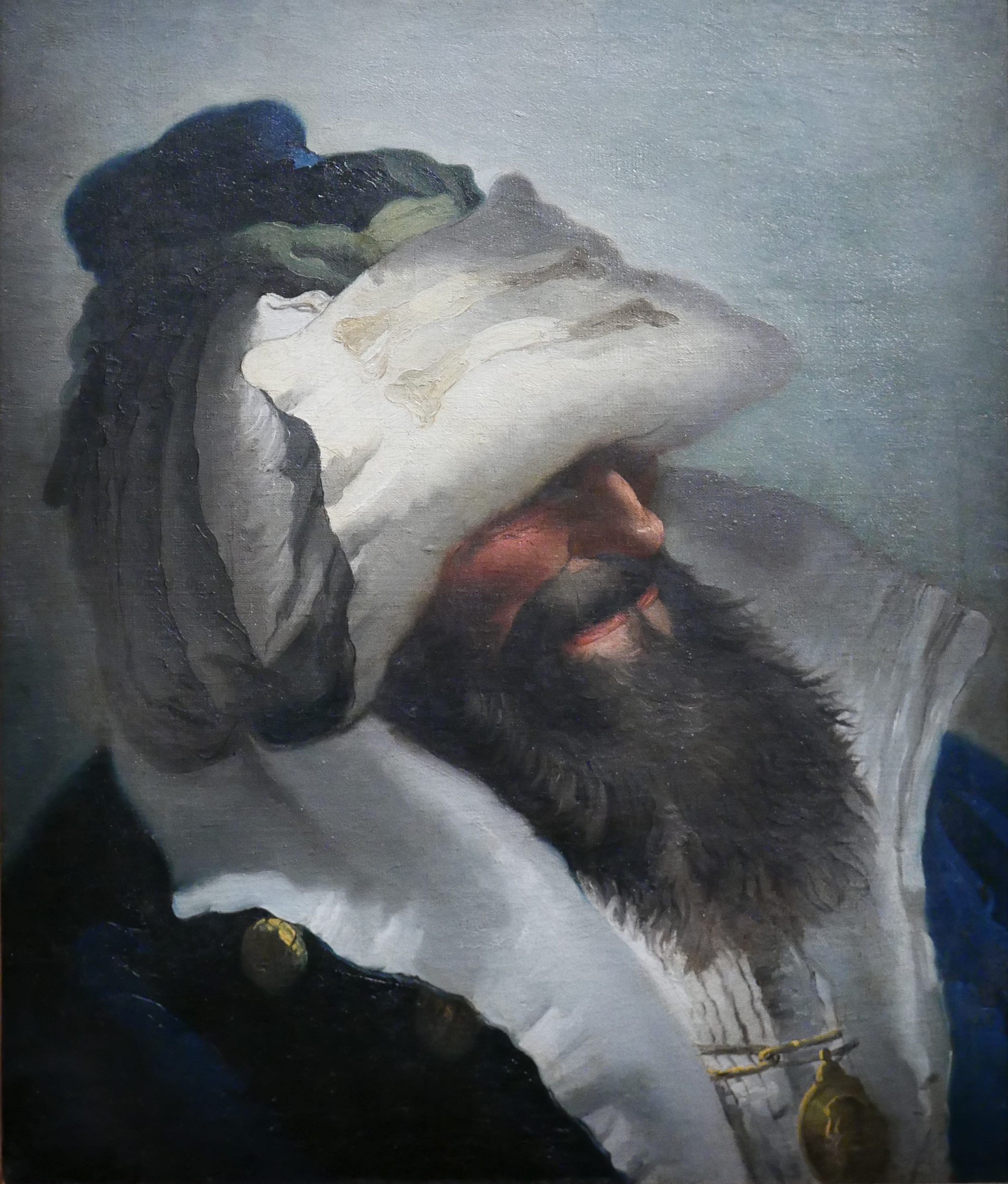
Lorenzo Tiepolo (pittore), Testa di orientale dalla barba scura, 1753-1755
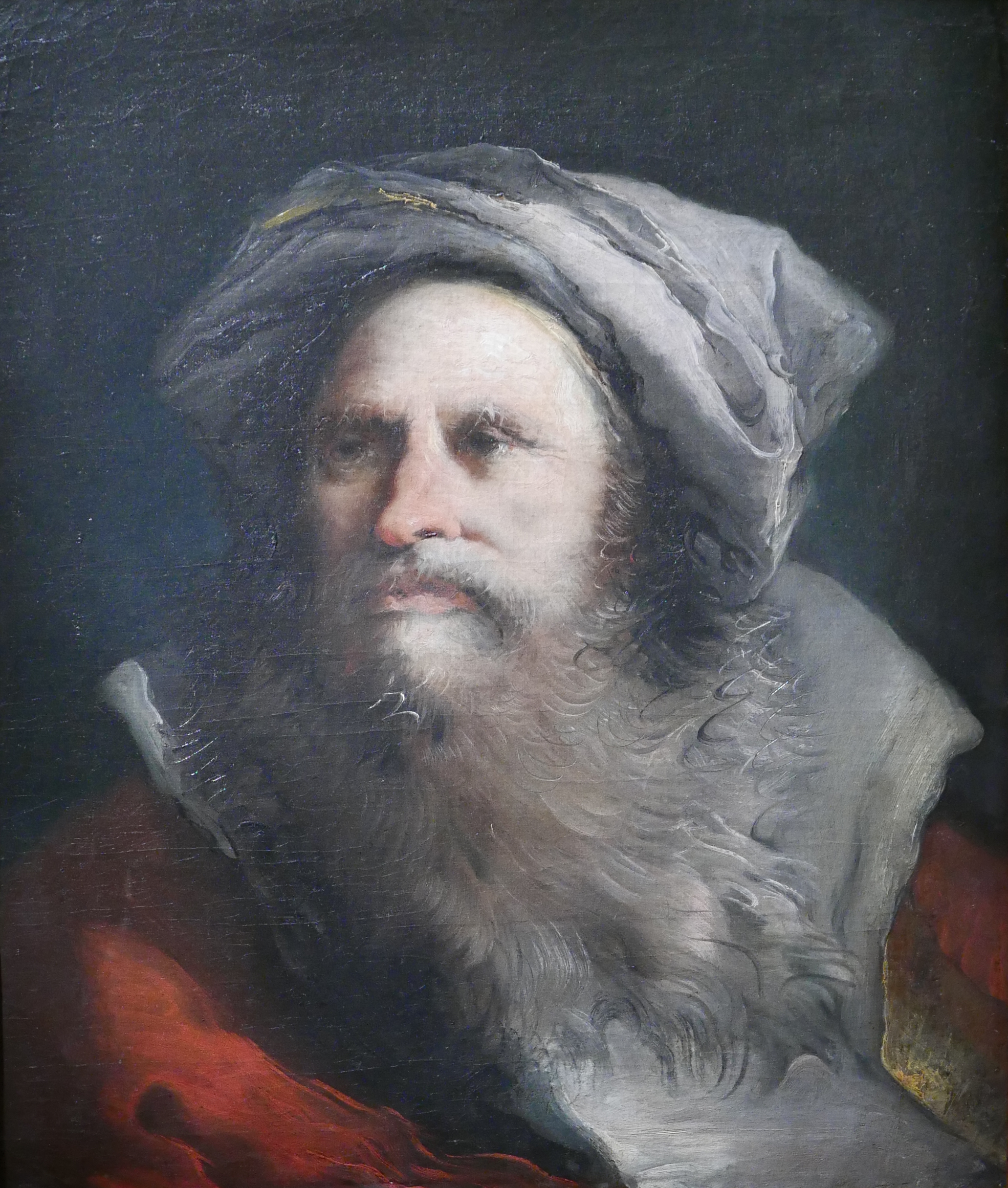
Giandomenico Tiepolo, Testa di orientale dalla barba grigia, 1753-1755